# Týnec nad Sázavou
Týnec nad Sázavou je město v okrese Benešov ve Středočeském kraji, přibližně 30 kilometrů jižně od centra Prahy a 9 kilometrů severozápadně od Benešova. Žije zde přibližně 5 800 obyvatel. Součástí města jsou i vesnice Brodce, Čakovice, Chrást nad Sázavou, Krusičany, Pecerady, Podělusy a Zbořený Kostelec.
Sousedními obcemi sídla jsou Kamenice, Václavice, Chrášťany, Řehenice, Bukovany, Benešov, Lešany, Nespeky, Krhanice, Chářovice, Poříčí nad Sázavou a Chleby.

## Historie
Týnec nad Sázavou leží na obou březích dolního toku řeky Sázavy. Nejstarší historie obce se datuje do 11. století, ze kterého pochází románská rotunda na levém břehu. V místě dnešního fotbalového hřiště a kempu V Náklí se nacházelo středověké sídliště. Ve 13. století bylo vybudováno panské sídlo vzniklé přestavbou areálu rotundy. Jedná se o takzvaný „hrad přechodného typu“. První písemná zmínka o obci pochází z roku 1318. I přes výhodnou polohu nad brodem přes řeku Sázavu se Týnec ve středověku nestal významným tržním sídlem.  Obchodní stezka vedoucí Týncem na jih se postupně přesouvala východním směrem přes Václavice až do Benešova. V 15. století zanikl kamenný palác a ze staršího sídla zůstala pouze rotunda s věží. Vrchnost přesídlila na nedaleké Konopiště a zkázu hradu dokonal požár z roku 1654.
Roku 1791 založil František Josef z Vrtby areálu hradu manufakturu na výrobu kameninového zboží. První odborní dělníci byli povoláni z Flerchheimu u Mohuče, Bayreuthu, z Nizozemska a z Prahy. Od září 1792 probíhala zkušební výroba, v roce 1803 továrna poprvé vydělávala. Přesto zpočátku výdaje převyšovaly příjmy manufaktury a ta musela být v prvních desetiletích dotována z hraběcí pokladny. Týnecká kamenina napodobovala anglické vzory, byla však levnější a dostupnější. Rozvoji manufaktury pomohla i Napoleonova kontinentální blokáda, během které nebyla originální anglická kamenina dostupná. Se zvětšováním objemu výroby přestaly prostory hradu k výrobě kameniny dostačovat a roku 1812 byla vystavěna jednopatrová klasicistní budova nové manufaktury. Za Jana Karla z Lobkovic došlo roku 1866 pro nízkou rentabilitu výroby způsobenou drahou dopravou surovin k ukončení výroby. V Týnci a okolí došlo k nárůstu počtu dělníků i odborných pracovníků a z obce se stalo průmyslové středisko. Počet obyvatel obce stoupl z 54 před založením manufaktury na 180 v roce 1845 a ani po zániku kameninové výroby nenásledoval významný úbytek obyvatel.
V 19. století vznikla na Brodcích u Týnce nad Sázavou jedna z největších přádelen v Čechách, založená pražským podnikatelem Jakubem Wahlem.
18. ledna 1897 došlo k otevření železniční stanice pod názvem Týnice nad Sázavou/Tejnitz an der Sasau.
Během první světové války přišli do Týnce váleční uprchlíci z Haliče a Bukoviny. V průběhu války se zde též objevili váleční zajatci a ranění vojáci. Spolkový život téměř ustal a nezakázané spolky byly pod bedlivým dohledem rakouských úřadů. Roku 1922 se Týnec oddělil od Krusičan a stal se samostatnou obcí. Ve 20. letech se Posázaví stalo turistickým výletním cílem a v obci z turistického ruchu přes léto profitovalo mnoho rodin. Zároveň byl v letech 1920–1922 postaven silniční most přes Sázavu.
V roce 1931 vybudoval Ing. Františkem Janečkem na pravém břehu řeky slévárnu hliníkových slitin. Když v roce 1936 ukončila svou činnost brodecká přádelna, zakoupil Ing. Janeček celý areál a vybudoval zde továrnu na motocykly JAWA.
Za druhé světové války se část obce na levém břehu Sázavy stala součástí vojenského cvičiště Zbraní SS Benešov a její obyvatelé se museli 1. dubna 1943 vystěhovat. Průmyslové podniky v Týnci v průběhu války produkovaly zbrojní výrobu pro Wehrmacht. 
Po únoru 1948 a znárodnění průmyslových podniků došlo k dalšímu rychlému rozvoji obce. Byl vypracován dvouletý plán obnovy, během kterého byl v Týnci zřízen vodovod, mateřská škola, zavedeno ústřední topení v budově školy a proběhla úprava obecních cest. Začátkem 50. let 20. století fungovaly v obci dva průmyslové podniky: n. p. Metaz a n. p. Jawa. 
1. ledna 1969 získal Týnec statut města a proběhla další etapa výstavby, během které došlo k výstavbě sídliště pro zaměstnance obou závodů, rodinných i družstevních bytů, školního areálu s tělocvičnou a občanské vybavenosti v novém středu města. V areálu bývalého barokního statku V Náklí byl vystavěn administrativní komplex s budovou MNV a poliklinikou. Na levém břehu řeky došlo v rámci výstavby podle centrálního plánu k zástavbě farského kopce rodinnými řadovými domy. K uvažovanému zřízení středního odborného učiliště a vystavění sportovní haly a koupaliště plánovanému v deváté pětiletce (1991-1995) již vzhledem k listopadovým událostem roku 1989 nedošlo.
Od 1. července 2006 byla k městu připojena vesnice Čakovice i s celým katastrálním územím Čakovice u Řehenic podél Kamenického potoka. Předtím patřily Čakovice k obci Řehenice.

### Rok 1932
Ve vsi Týnec nad Sázavou (545 obyvatel, poštovní úřad, telegrafní úřad, telefonní úřad, četnická stanice, katol. kostel) byly v roce 1932 evidovány tyto živnosti a obchody: lékař, 2 autodopravci, bio Sokol, výroba cementového zboží, cukrář, drogerie, družstvo pro rozvod elektrické energie v Týnci nad Sázavou, elektrotechnický závod, hodinář, 2 holiči, hospodářské skladištní družstvo, 3 hostince, státní hotel, instalace, kamnář, klempíř, kolář, konsum Včela, kovář, 5 krejčí, surové kůže, lakýrník, mlýn, obuvník, 2 pekaři, pila, 3 obchody s lahvovým pivem, pokrývač, rolník, řezník, sedlář, sklenář, 4 obchody se smíšeným zbožím, Spořitelní a záložní spolek pro Týnec nad Sázavou, Městská spořitelna v Benešově, stavitel, 3 švadleny, 2 trafiky, 2 truhláři, 2 obchody s uhlím, obchod se zvěřinou a drůbeží.
Ve vsi Krusičany (přísl. Hrusice, 262 obyvatel, samostatná ves se později stala součástí Týnce nad Sázavou) byly v roce 1932 evidovány tyto živnosti a obchody: 2 hostince, kovář, mlýn, rolník, 2 obchody se smíšeným zbožím, tesařský mistr, trafika.
Ve vsi Pecerady (přísl. Brodce, Hůrka, Ledce, Větrov, Zbořený Kostelec, 1297 obyvatel, sbor, dobrovolných hasičů, samostatná ves se později stala součástí Týnce nad Sázavou) byly v roce 1932 evidovány tyto živnosti a obchody: 2 cihelny, družstvo pro rozvod elektrické energie v Peceradech, holič, 5 hostinců, konsum Včela, kovář, 4 krejčí, 3 obuvníci, 2 pekaři, obchod s lahvovým pivem, rolník, 2 řezníci, sadař, 4 obchody se smíšeným zbožím, 2 švadleny, Maitnerovy textilní závody, 3 trafiky, truhlář, zednický mistr.
V obci Podělusy (100 obyvatel, samostatná obec se později stala součástí Týnce nad Sázavou) byly v roce 1932 evidovány tyto živnosti a obchody: cihelna, 2 hostince, kovář, mlýn, obuvník, 5 rolníků, trafika.

## Obecní správa

### Územněsprávní začlenění
Dějiny územněsprávního začleňování zahrnují období od roku 1850 do současnosti. V chronologickém přehledu je uvedena územně administrativní příslušnost obce v roce, kdy ke změně došlo:
- 1850 země česká, kraj České Budějovice, politický okres Benešov, soudní okres Neveklov[15]
- 1855 země česká, kraj Tábor, soudní okres Neveklov
- 1868 země česká, politický okres Benešov, soudní okres Neveklov
- 1939 země česká, Oberlandrat Tábor, politický okres Benešov, soudní okres Neveklov[16]
- 1942 země česká, Oberlandrat Praha, politický okres Benešov, soudní okres Neveklov[17]
- 1945 země česká, správní okres Benešov, soudní okres Neveklov[18]
- 1949 Pražský kraj, okres Benešov[19]
- 1960 Středočeský kraj, okres Benešov
- 1974 Středočeský kraj, okres Praha-západ[20]
- 1996 Středočeský kraj, okres Benešov[21]
- 2003 Středočeský kraj, okres Benešov, obec s rozšířenou působností Benešov

### Symboly města

#### Znak
V době povýšení Týnce nad Sázavou na město k 1. lednu 1969 připravil člen vlastivědného spolku B. Gabriel návrh městského znaku. Na znaku měla být zachycena významná období týnecké historie, zejména doba Valdeků a románského Týnce, Hodějovských jako zástupců odboje proti Habsburkům a Vrtbů pro jejich průmyslový rozvoj obce. Protože erb pánů z Valdeka tvořila svinská hlava s kly, byl z návrhu vypuštěn a nahrazen siluetou rotundy s věží.
Konečná podoba městského znaku, navržená Dr. Jiřím Čarkem, byla schválena až 24. srpna 1978 a znak byl v nezměněné podobě využíván do roku 1989. V tomto období měl znak podobu červeného štítu s modrou patou, která symbolizovala řeku Sázavu. Na modré patě stála nízká hradební zeď se dvěma pilíři a cimbuřím o čtyřech, šesti a čtyřech stínkách. Nad nimi uprostřed románská rotunda s věží týneckého hradu. Stavby byly bílé, rotunda kvádrová se dvěma okénky. Střecha rotundy byla špičatá, u věže valbová, obě střechy byly černé barvy. V levém (heraldicky pravém) horním rohu štítu byl umístěn doprava nakloněný modrý štítek se zlatým kaprem ve skoku v modrém poli (znak rodu Hodějovských). V pravém (heraldicky levém) horním rohu štítu vlevo nakloněný štítek se zlatým kadlubem v modrém poli jako symbol závodu Metaz. V modré patě štítu symbol továrny Jawa v podobě zlatého slunce s paprsky. Po roce 1989 byly vypuštěny symboly obou podniků. Symbol Jawy na modré patě byl odebrán bez náhrady, místo znaku Metazu se objevil znak hrabat z vrtby v podobě trojího černého paroží ve zlatém poli.
Současný znak byl městu udělen 6. června 2003 na základě rozhodnutí z března téhož roku. Dokument předepisuje následující podobu: „V červeném štítě na modré patě za hradbou s cimbuřím románská kvádrovaná rotunda s apsidou, za ní hranolová věž, vše stříbrné s černými střechami. Věž provázená dvěma gotickými štítky, pravý modrý se zlatou vyskakující rybou, levý zlatý s trojím (2,1) černým parožím.“

#### Vlajka
Vlajka byla Týnci udělena 6. června 2003. „List tvoří modré karé široké jednu třetinu délky listu nad stejně velkým žlutým čtvercovým polem a dva vodorovné pruhy, bílý a červený. V modrém poli žlutá vyskakující ryba, ve žlutém poli tři (2,1) černá paroží. Poměr šířky k délce listu je 2:3.“ Vyšitý prapor byl městu slavnostně předán 16. listopadu 2004.

#### Logo
Logo města navrhli roku 2014 Jan Vaněček a Petra Kolaříková z atelieru VAS. V logu je využit motiv řeky v podobě modré vlnovky, nad kterou je umístěna červená brána vycházející ze zjednodušeného písmena malého „n“. Barvy loga jsou odvozeny z barev městského znaku. 

## Průmysl

### Týnecká kamenina

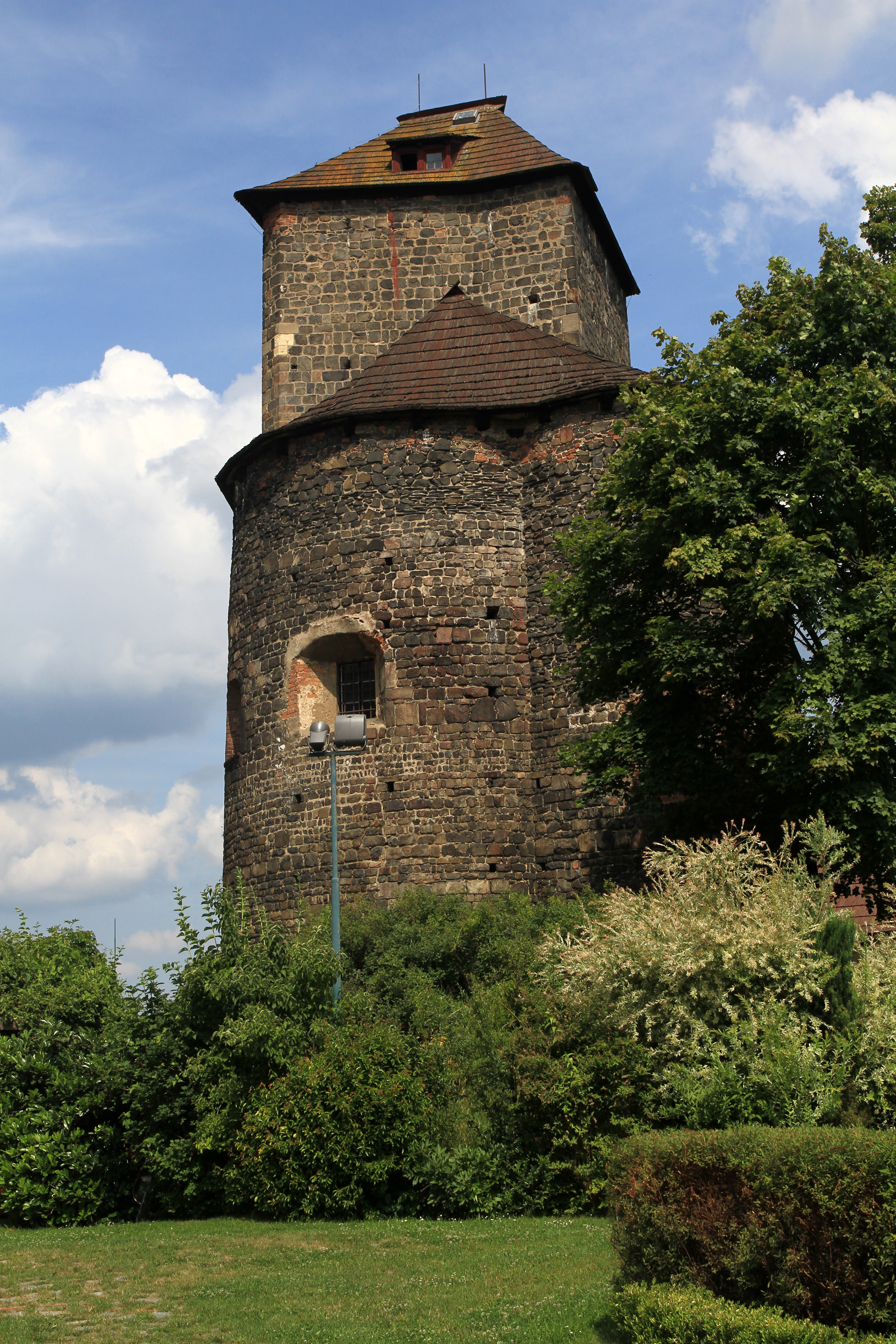
Hrad s rotundou

Na přelomu 18. a 19. století došlo v Evropě k rozmachu keramického průmyslu. Jako cenově dostupná, esteticky a funkčně vyhovující náhrada za drahý porcelán a cínové nádobí se začala prosazovat produkce výrobků z kameniny. Jejím nejúspěšnějším výrobcem byl tehdy anglický průmyslník Josiah Wedgwood.
Továrnu na kameninové zboží v Týnci založil hrabě František Josef z Vrtby (1759–1830) v roce 1791, nebo 1793. První výrobní budovy se nacházely v areálu týneckého zámku vedle románské rotundy, kde byly zřízeny dvě pece na výpal keramiky a pec na vypalování rour. V románské rotundě a středověké hradní věži probíhalo mletí glazury. K areálu roku 1798 přibyly i prostory ve mlýně, kde byl zřízen stupník na drcení surovin.
První odborní pracovníci v továrně byli převážně Němci přišlí z Flerchheimu u Mohuče a Bayreuthu ale i Nizozemci. Další odborníci byli získávány přeplácením zaměstnanců konkurenčních podniků, například pražské manufaktury, nebo manufaktury v Holíči. V roce 1795 bylo v týnecké továrně zaměstnáno 54 osob. V roce 1801 zde bylo 16 odborných zaměstnanců, ze kterých 9 byli cizinci. Ze stejného roku pochází popis zařízení manufaktury, dle kterého zde byly 2 velké pece pro hrubé a 2 pro hladké pálení, velká samostatná pec, další velká pálicí pec ve zvláštní budově, 2 menší pece pro malované předměty a pec zkušební. Dále zde byly dvě šlapačky na zpracování hlíny, stoupa, 3 kotle k vaření surovin, anglický stroj na vytáčení koflíků, další vytáčecí stroj pro různé výrobky a rovněž velký lis. Na Sázavě byla k dispozici stoupa s 5 stupníky na přípravu materiálu pro polevu. Výrobní prostory tvořilo 16 dílen a místnosti určené pro skladování výrobků a forem.
Kolem roku 1800 dosáhly výrobky z týnecké manufaktury vysoké kvality, která se mohla rovnat i výrobkům z konkurenční pražské továrny. V srpnu roku 1801 požádal hrabě z Vrtby o udělení zemského oprávnění s právem zřizovat sklady ve všech hlavních městech monarchie, užívat názvu „c. k. privilegovaná továrna“ a používat ve štítě císařského orla. Zemské oprávnění bylo uděleno 28. října 1801 a továrna začala užívat názvu „K. K. priv. Graf. Fr. Wrtbysche Teinitzer Steingutfabrique“.
Výrobky týnecké manufaktury napodobovaly žlutavou barvou i jakostí zboží anglické. V domácím prostředí týnecká kamenina konkurovala dovozovým výrobkům především cenou. Místní keramika byla také levnější než kamenina z pražské manufaktury. Kromě nápodoby rokokové anglické kameniny z Leedsu se zde vyráběly výrobky s vysokou úrovní malířské výzdoby i kamenina zdobená tiskem.
Nárůst objemu výroby vedl roku 1812 hraběte Vrtbu k výstavbě nové klasicistní tovární budovy, do které se manufaktura ze stísněných prostor týneckého zámku rozšířila.
Na průmyslové výstavě v Praze v roce 1829 se manufaktura prezentovala nádobím s bílou hladkou polevou, měditiskem pod polevou a malbou. Za vystavené zboží obdržela manufaktura zvláštním čestným uznáním a výrobky byly odeslány do kabinetu prince Ferdinanda.
Po smrti Františka Josefa z Vrtby v roce 1830 zdědil továrnu kníže Jan Karel z Lobkovic (1799–1878). Ten po získání nového výrobního oprávnění změnil název továrny na „K. K. privilegierte fürstliche Johann von Lobkowicz – Wrtbische Teinitzer Steingutfabrik“. Byť byla produkce týnecké kameniny i nadále oceňována na domácích i zahraničních výstavách, začaly se objevovat překážky brzdící výrobu továrny. Týnecká manufaktura ležela daleko od zdrojů výrobních surovin a jejich doprava se stávala více nákladnou a také dopravní spojení s Prahou bylo nedostatečné. V 50. letech 19. století došlo k pokusu o záchranu provozu v podobě rozšíření sortimentu o výrobu drenážních trubek, dlaždic, cihel a pálení a drcení kostí na spodium. I přes tuto snahu došlo v roce 1865 k rozhodnutí o ukončení výroby a 1. července 1866 přestala továrna na kameninu právně existovat.

### Přádelna bavlny Brodce

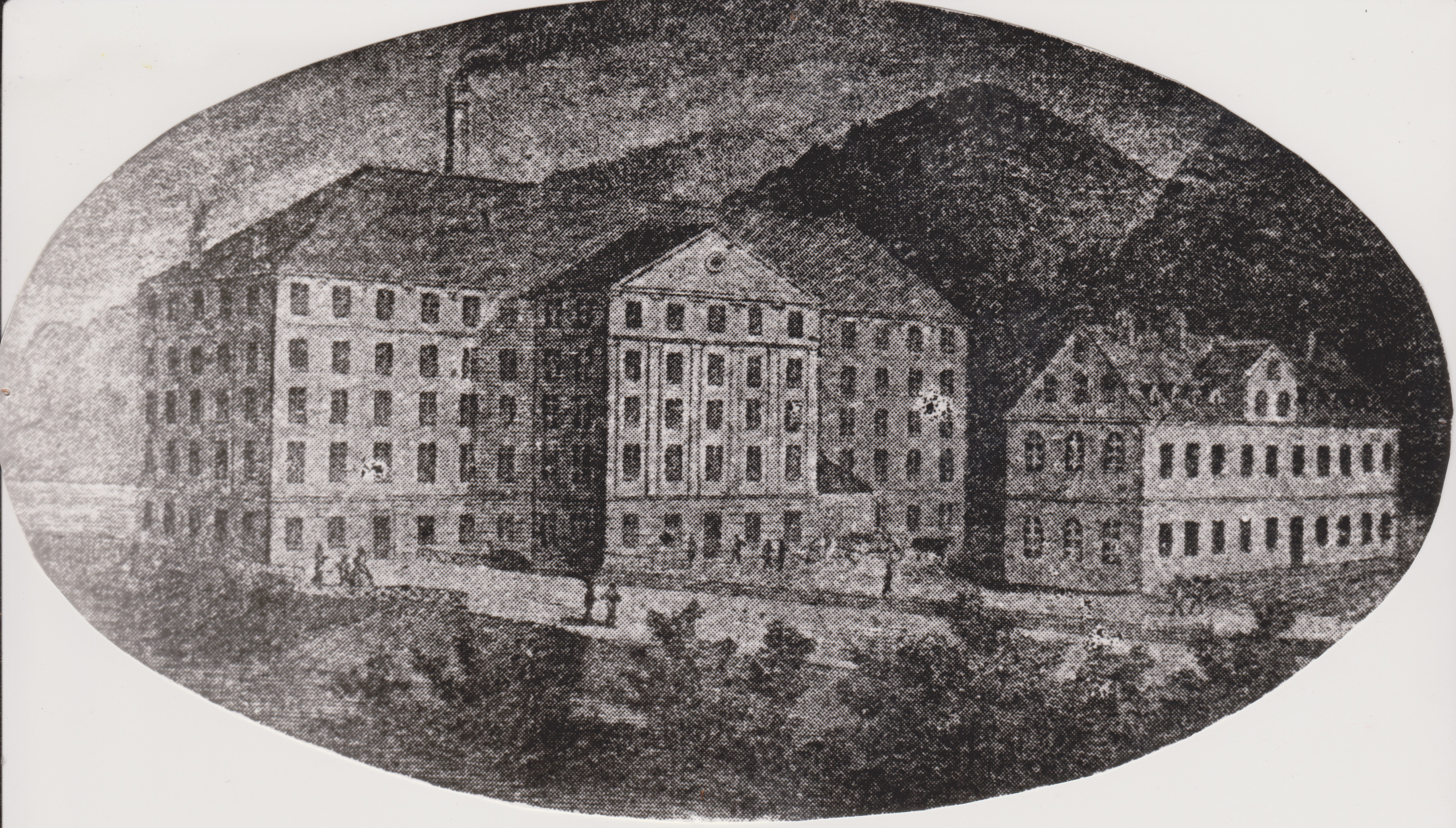
Brodecká přádelna před požárem v roce 1893.

Přádelnu bavlny na brodcích nechal mezi lety 1839–1842 na místě bývalého Vávrova mlýna a selského statku vybudovat židovský podnikatel Jakub Šimon Wahle. Ten zde měl k dispozici dostatek dřeva v okolních lesích, řeku poskytující energii k pohonu strojů a nekvalifikovanou pracovní sílu. V původní podobě byla přádelna soustředěna do čtyřpatrové dřevěné budovy, vedle které stála budova pro ubytování zaměstnanců.
Již v roce 1843 měl závod čtyřicet sedm jemných přadláckých strojů s 10 200 vřeteny. O dva roky později bylo v provozu 14 000 vřeten. Odborní zaměstnanci pocházeli většinou ze severních Čech, místní obyvatelé vykonávali ze začátku pouze pomocné práce. V přádelně byla ve velké míře využívána dětské práce. Zastoupení dětských dělníků dosahovalo v roce 1851 až 27 %. Pro zajištění dalšího rozvoje podniku vyvstala potřeba regulace toku Sázavy, na které byl v 50. letech 19. století vybudován jez.
Potíže s dodávkami bavlny v důsledku americké občanské války vedly k prodeji podniku amsterodamské společnosti „Böninger, Kramer and Company“. Ta vedla moderně vybavenou brodeckou přádelnu až do roku 1882, kdy ji prodala Viktoru Kufflerovi z Vídně a Karlu Reichlovi, který zde býval účetním. Reichl o šest let později prodal svůj podíl Kufflerovi, ale továrna se až do počátku 20. století nazývala „Kuffer u. Reichel, mechanische Baumwollspinnerei in Brodetz“. Počátkem 90. let 19. století probíhal stavební i ekonomický rozvoj továrny. Roku 1890 byl přistavěn dělnický obytný dům, roku 1891 byly olejové lampy nahrazeny elektrickým osvětlením a v roce 1892 podal Kuffler žádost o zřízení barvírny s čističkou odpadní vody.
13. června 1893 vypukl v přádelně velký požár, který velmi rychle zachvátil většinu dřevěných budov se zásobami bavlny a příze. Požáru unikla pouze kotelna, barvírna a dělnická ubytovna. Ještě téhož roku byla firmou podána žádost o výstavbu nové továrny, která byla zprovozněna do roku 1895. Nová přádelna byla vybudována jako třípatrová budova o kapacitě 35 830 vřeten, poháněných parními stroji a turbínami o celkovém výkonu 1 500 ks. Po vybudování železniční tratě Čerčany – Týnec n. Sáz. Byla do areálu přádelny zavedena úzkokolejná vlečka.
Od počátku 20. století byly v sousedním Zbořeném Kostelci budovány stavitelem L. Štrossem dělnické domky, které navrhl vídeňský architekt Viktor Postelberg. Továrník Kuffler taktéž v roce 1905 získal povolení k provozování hostince a hotelu.
Nedostatek výrobních surovin a odchod mužů na frontu v první světové válce vedl k ekonomickým problémům přádelny, která nejprve nahradila bavlnu dováženým papírem a v roce 1918 zcela zastavila výrobu.
V roce 1920 byla přádelna zakoupena Isidorem Mautnerem a začleněna do jeho koncernu „Vereinigte Österreichische Textilindustrie AG“. Díky širšímu mezinárodnímu zázemí Mautnerova koncernu se ekonomická situace brodecké přádelny stabilizovala a od roku 1921 podnik zavedl i druhou směnu. I přes kritický názor ředitele přádelny F. Štrose, dle kterého byla výroba ztrátová a měla být zastavena, bylo v průběhu 20. let 20. století do podniku dále investováno a výrobní zařízení bylo modernizováno. Po nástupu hospodářské krize, která těžce zasáhla textilní průmysl, byla firma nucena omezit výrobu a přistoupila k propouštění zaměstnanců. V říjnu 1936 bylo vydáno nařízení o zastavení provozu přádelny, část vybavení byla odvezena do dosud fungujících podniků koncernu a k 31. prosinci 1936 byl provoz definitivně ukončen.

### JAWA Brodce

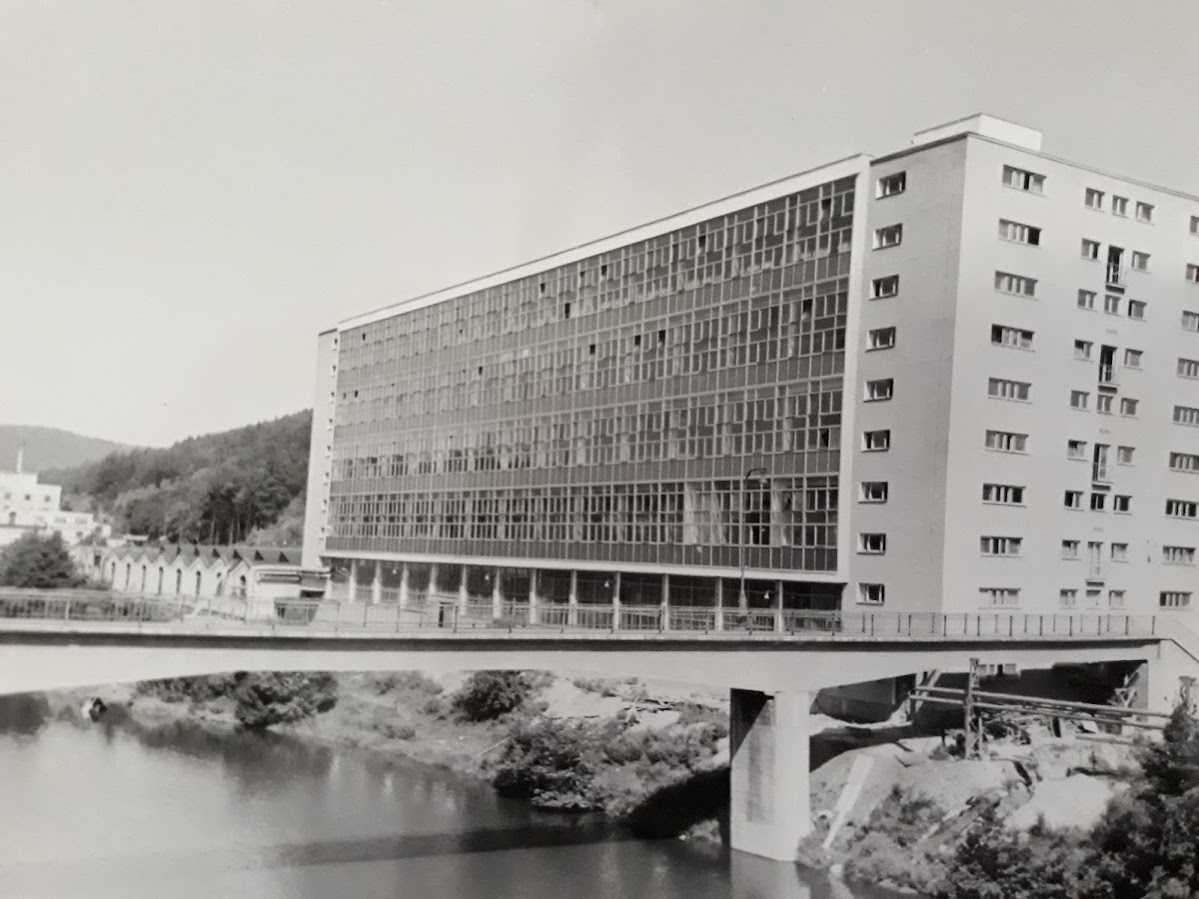
Tovární areál JAWA na Brodcích.

Areál zrušené brodecké přádelny včetně části strojního vybavení zakoupil v létě 1937 za 2 000 000 Kč továrník Janeček, který objekty textilky nechal zrekonstruovat pro strojní a elektrotechnickou výrobu, částečně přesunutou z týnecké slévárny. Do roku 1941 byly ze slévárny na Brodce přesunuty všechny výrobní mechanické dílny a kanceláře. Během druhé světové války sloužil brodecký závod zbrojní výrobě a s výrobou motocyklů JAWA zde bylo prakticky započato až po roce 1945, kdy se zde kromě výroby motocyklů prováděla i montáž automobilů Jawa Minor. Roku 1946 byla zahájena sériová výroba motocyklu Jawa 250 „Pérák“ pokrokové konstrukce. Po znárodnění byl závod začleněn do n. p. Zbrojovka Brno a po reorganizaci průmyslu v roce 1950 byl osamostatněn jako motocyklový závod a v květnu 1953 přejmenován na „Závody 9. května“ se sídlem v Praze – Nuslích. Původní název dle dobového tisku „Svými prvními iniciálkami připomínal zbrojařského vydřiducha Janečka a druhé kapitalistickou německou firmu Wanderer“. V říjnu 1963 byl do této doby pobočný závod na Brodcích transformován na základní závod Týnec – provoz 01. V roce 1956 byla uzavřena přátelská smlouva mezi n. p. JAWA a VEB Fahrzeug- und Gerätewerk Simson Suhl. Cílem partnerství s východoněmeckým výrobcem byla výměna zkušeností, informací a dokumentace o výrobních procesech, společné projednávání konstrukce, výměna odborníků a kulturní spolupráce.
Mezi lety 1964–1966 byla při jižním okraji závodu vybudována nová výrobní hala BM 1 s lakovnou, výrobnou rámů, expedicí a sklady. Pro nedostatek volného prostoru v areálu musela být nová hala vybudována jako pětipodlažní se třemi nákladními výtahy.
V roce 1968 byla vypracována „Studie perspektivního rozvoje výroby motocyklů v národním podniku JAWA na léta 1969 až 1980“.  V té bylo uvažováno s demolicí části stávajících budov závodu na levém břehu v Brodcích a jejich náhradou novými výrobními halami. V dlouhodobém výhledu se měla továrna ze stísněného prostoru mezi řekou a svahem na Brodcích rozšířit na dosud nezastavěnou pláň na pravém břehu, mezi železniční tratí a Pražskou ulicí. Zde měla ve dvou etapách vyrůst nová hala o celkové ploše 13 000 m2 se dvěma montážními linkami o kapacitě až 140 000 motocyklů. Výstavba v plánovaném rozsahu nebyla realizována.
V roce 1997 byla na Brodcích založena firma JAWA Moto spol. s.r.o. Nejstarší část výrobního závodu, jejíž součástí byly objekty původní přádelny, byla ve značně zpustlém stavu v roce 2011 nabídnuta k prodeji za cenu 17 850 000 Kč. Majiteli se areál nepodařilo prodat a po sérii úmyslně založených požárů na jaře 2013 bylo přistoupeno k demolici budov, po které v severní části areálu zůstala malá vodní elektrárna o výkonu 291 kW se samostatnou rozvodnou. V roce 2014 byla rekonstruována pětipodlažní výrobní hala.
K 31. prosinci 1989 bylo v továrně JAWA zaměstnáno 1536 pracovníků. V roce 2017 činil stav 250 zaměstnanců.

### Slévárna v Týnci nad Sázavou
O záměru vybudovat na pravém břehu řeky slévárnu informoval Ing. František Janeček obecní úřad 21. dubna 1926. Stalo se tak mimo jiné na základě tragické nehody výbuchu ručního granátu ve zbrojovce v Praze na Pankráci, po které se továrník rozhodl přesunout výrobu z hlavního města. Jako pozemek pro budoucí továrnu vybral Janeček rozlehlou rovinu mezi říčním břehem a železniční tratí směrem na západ od silničního mostu. Mimo vybudování továrny plánoval Ing. Janeček vytvořit v Týnci celé tovární město po vzoru Zlína. Když byla v roce 1927 výstavba továrny připravena, došlo k ze strany Československé armády k ukončení odběru dosud vyráběných kulometů vz. 24 a ke změně zaměření továrny na výrobu šicích strojů s plánovaným stavem 10 000 zaměstnanců. Pro vybudování dostatečného počtu bytů a zázemí občanské vybavenosti zakoupil Ing. Janeček 400 ha pozemků v Týnci nad Sázavou. Tyto pozemky měly umožnit plánovanou výstavbu továrního města s výhledovým počtem obyvatel dosahujícím 30 000.
Roku 1929 dal Ing. Janeček před výrobou šicích strojů přednost výrobě motocyklů a v Týnci se rozhodl vystavět slévárnu. Stavba započala roku 1930 a do července 1931 byla hotova slévárna, kotelna, sklad uhlí a transformační stanice. Předpokladem bylo vyrábět slitiny hořčíku, mědi a hliníku na součástky k motocyklům, automobilům, pro letecký průmysl, kinematografické a zvukové zařízení. Do konce třicátých let 20. století byla provedena přístavba oddělení elektronové slévárny a podzemních nádrží na naftu. Roku 1932 získal Ing. Janeček licenci na výrobu permanentních litých magnetů a do čtyř let téměř ovládl domácí výrobu amplionových magnetů. V roce 1934 byla pořízena první indukční kelímková pec v Československu. V přízemí slévárny našla umístění cídírna odlitků, v patře pak modelárna. V období druhé světové války vyráběla továrna na tři směny. Hlavními výrobky se staly pumové závěsníky ETC 2000 pro německé bombardéry a zařízení pro letadla. Zároveň byl za války položen základ továrního města, když bylo roku 1942 postaveno v ulici 9. května sedm dělnických dvojdomků kolonie „Nový život".
Po druhé světové válce plánoval nový generální ředitel továrny Jaroslav Frei obsadit volná místa na trhu po zničené německé průmyslové výrobě. 24. října 1945 byl podnik podle dekretu prezidenta znárodněn, což znamenalo ztrátu samostatnosti rozhodování. 1. ledna 1950 vznikl ze slévárny z rozhodnutí ministra průmyslu Gustava Klimenta n. p. Metaz. Roku 1949 proběhla ve spolupráci s továrnou Jawa výstavba bytových domů pro zaměstnance pod lesíkem Brdce. V padesátých letech byla zřízena vlečka do továrny a začalo se s výstavbou bytových domů v lokalitě „Na rovinách“, západně od továrny. Zároveň probíhalo rozšiřování areálu továrny směrem na západ. Přistavěna byla ocelárna, vodárna, kotelna a teplárna. 
Koncem padesátých let 20. století byla zahájena výstavba administrativní budovy. Administrativní budova s kuchyní, jídelnou a zázemím CO v suterénu byla situován při současné ulici Ing. Fr. Janečka mezi silničním mostem a železničním přejezdem. V první etapě bylo vystavěna administrativní budova, odstoupená cca 15 metrů od osy silnice. Před výstavbou byl demolován starší dům čp. 64 a dva skladové objekty. Ve druhé etapě výstavby měla být provedena nová vrátnice. Při plánování administrativní budovy bylo počítáno s možností rozšíření silničního mostu, ke kterému měly být přistavěny lávky pro pěší a most měl být zvýšen o jedno patro tak, že by ulice Ing. Fr. Janečka byla vedena mezi křižovatkami s ulicemi Pražská a Benešovská po náspu. Křižovatka s ulicí K Náklí před administrativní budovou měla být přestavěna na mimoúrovňovou a železnici měla nová komunikace překonat nadjezdem. Z hlediska dalšího rozvoje podniku bylo koncem 50. let 20. století uvažováno s umístěním pístárny v prostoru dnešního sportovního areálu V Náklí, s nutnou asanací existujících rodinných domů. Výstavba pístárny v této lokalitě narazila na limity existujícího 400 m ochranného pásma n. p. JAWA na Brodcích a 100 m ochranného pásma železniční stanice. Druhá etapa výstavby, vedení silnice po náspu se zvýšením silničního mostu a objekty pístárny v Náklí nebyly realizovány.
Další pokračování bytové výstavby ze strany podniku přišlo až začátkem sedmdesátých let, kdy začala v prostoru mezi ulicí Jílovská a Pražská stavba čtyř věžových domů. Dva z nich financoval n. p. JAWA, jeden n. p. Metaz a poslední byl majetkem města. Z finančních prostředků obou podniků byla také vystavěna mateřská škola.
V roce 1983 začala ve slévárně výroba malých vodních elektráren a ve stejném roce vyráběla slévárna až 100 000 odlitků pro automobilový průmysl. V roce 1984 byla do provozu uvedena hala na tepelné zpracování hliníkových odlitků a v roce 1985 byla dokončena obrobna, ve které se vyráběly hlavy válců pro Škodu Favorit.
Slévárna byla privatizována během první vlny kuponové privatizace v roce 1992 a stala se majetkem několika privatizačních fondů. V roce 1996 se majoritním vlastníkem stala fyzická osoba, další změny majitele proběhly v letech 1999 a 2009.
K 31. prosinci 1989 bylo v továrně Metaz zaměstnáno 1438 pracovníků, V roce 2017 činil stav 256 zaměstnanců.

## Architektura

### Kostel sv. Šimona a Judy

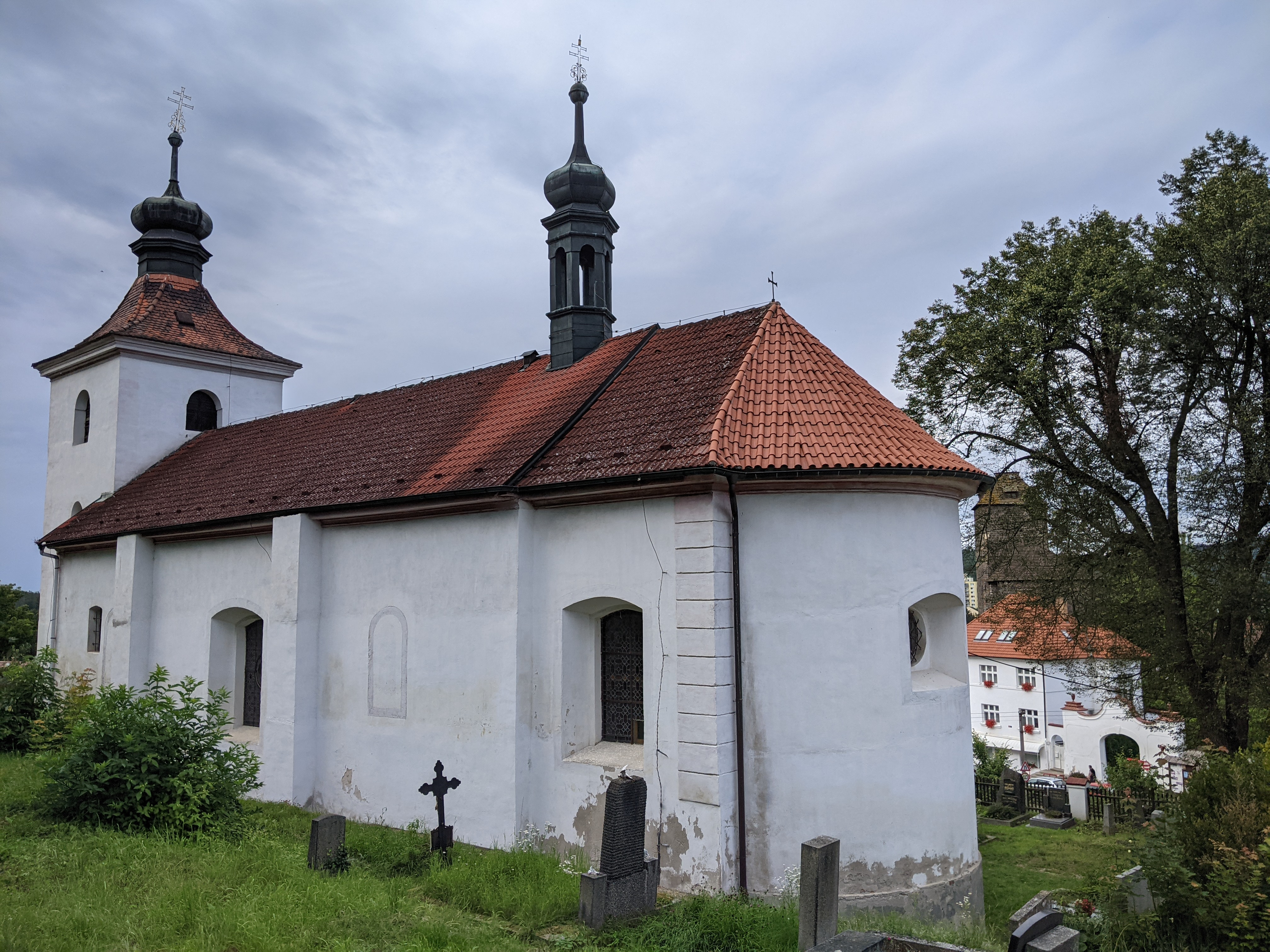
Kostel sv. Šimona a Judy.

Existence farního kostela náležejícího benešovskému děkanství byla v Týnci doložena již před rokem 1350. Při visitaci 26. listopadu 1379 shledal arcijáhen, že Nejsvětější svátost byla v týneckém kostele uchována pouze ve dřevěné schráně a přikázal faráři Matějovi (1300-1380) aby do nejbližší třetí postní neděle zřídil ve stěně po levé straně hlavního oltáře výklenek se železnou mřížkou. V 15. a 16. století byla týnecká fara obsazována husitskými a později zřejmě protestantskými knežími. Po návratu katolických farářů byl Týnec připojen k benešovské faře, od které se osamostatnil roku 1722. V roce 1755 byl týnecký kostel přestavěn na náklady hraběte Františka Václava z Vrtby a jeho manželky, hraběnky z Klenové. Při přestavbě byl zbudován nový presbytář a zanikly starší malované předhusitské konsekrační kříže, stejně jako vyobrazení Martina Luthera a Jana Viklefa. Roku 1765 byla k západní stěně přistavěna věž a v roce 1872 byl stržen rákosový strop a kostel byl nově zaklenut. Roku 1902 proběhla oprava kostela spojená s provedením nového nátěru fasády a výměnou hlavního oltáře za novogotický. Řezbářskou práci provedl řezbář Šoun z Benešova a na oltář byla z Tyrolska objednána socha ukřižovaného Ježíše. Ze staršího oltáře byly ponechány barokní oltářní sochy sv. Šimona a Judy v životní velikosti, které byly dílem T. Hatláka z roku 1765. 
V nynější podobě je kostel jednolodní obdélná stavba s pravoúhlým presbytářem na východní straně a obdélnou sakristií a předsíní na severní straně lodi. K západní stěně přiléhá hranolová věž. Fasády exteriéru jsou hladké, bílé, nároží jsou bosována a barevně zvýrazněna. Loď je zaklenuta křížovou klenbou s profilovanými hranami a pasy, presbytář a předsíň jsou plochostropé. Dvě segmentově zaklenutá okna v lodi jsou opatřena vitráží z roku 1909, obsahující motivy se sv. Josefem, sv. Annou, Ježíškem a Pannou Marií.

### Továrna na kameninu

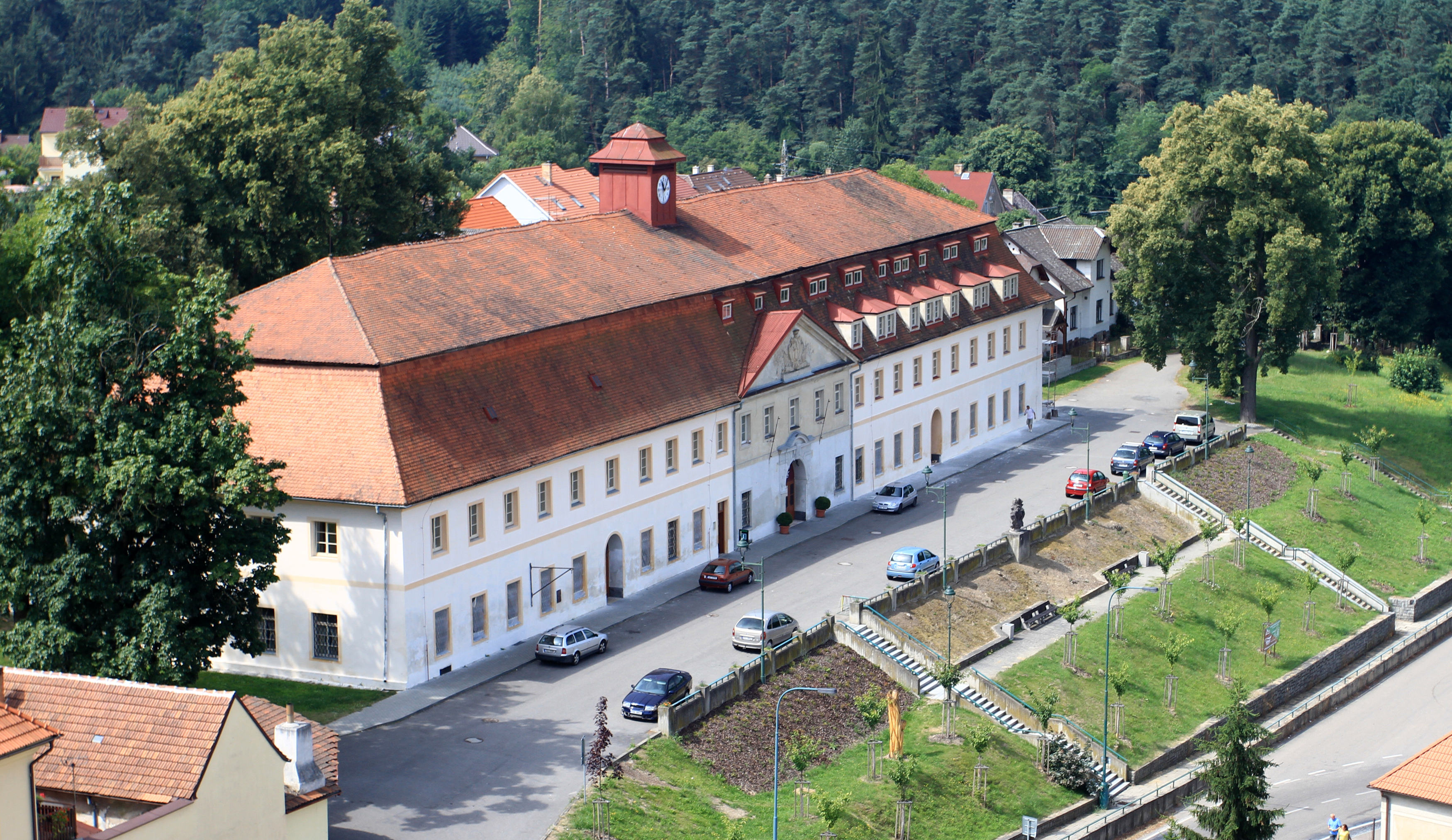
Společenský dům – bývalá továrna na kameninu

Klasicistní továrna na kameninu byla vystavěna počátkem 19. století, zřejmě do roku 1812, jako reakce hraběte Františka Josefa z Vrtby na nedostatečné výrobní kapacity stávající továrny v areálu týneckého zámku. Stavba obdélného půdorysu o rozměrech 18 x 82 m byla vybudována na terénní hraně nad levým břehem Sázavy. Jde o jednopatrovou stavbu s později zobytněným podkrovím v mansardové střeše. V ose severního průčelí je situován mělký rizalit s průjezdem. Rizalit je zakončen tympanonem s bohatou štukovou výzdobou. Ta zobrazuje znak Vrtbů zasazený do dekorativní kartuše, kterou lemují motivy fasces a dělové hlavně, zpoza kartuše vystupují žerdi s vlajkami a kvetoucí ratolesti. Motiv je završen klenotem, kterým je hraběcí koruna s devíti perlami.
Počátkem 50. let 19. století začal pozvolný úpadek kameninové manufaktury a objevily se snahy odprodat výrobní budovu státu, který zde mohl zřídit ústav pro duševně choré, ženské oddělení pražské věznice, nebo vojenský výchovný ústav. Tyto snahy nebyly pro vysoké náklady na adaptaci budovy k potřebným účelům realizovány. Po ukončení výroby kameniny v roce 1866 zůstala budova bez využití, a to až do přelomu 19. a 20. století, kdy bylo levé křídlo přestavěno na hotel s kapacitou 8, později 23 pokojů. Zbytek budovy i přes snahu různých správců nadále chátral. Roku 1951 byl objekt převeden do majetku MNV v Týnci nad Sázavou, který začal plánovat jeho celkovou rekonstrukci. Prvním zásahem byla v roce 1958 instalace střešní věžičky s hodinami. Protože MNV neměl na generální rekonstrukci dostatek prostředků, byl objekt již v roce 1959 převeden na n. p. METAZ, který v letech 1959–1963 a 1969–1972 adaptoval zchátralou budovu na kulturní dům se společenským sálem, širokoúhlým kinem a hotelem. V roce 1967 zde vystoupil na konferenci okresního výboru KSČ prezident Antonín Novotný. V roce 2004 zakoupil budovu Miroslav Němec, který provedl celkovou rekonstrukci interiérů, fasád i zahrady. Objekt byl i nadále provozován jako hotel a kulturní dům s infocentrem. Od září 2021 je majitelem areálu město Týnec nad Sázavou.

### Janečkova vila

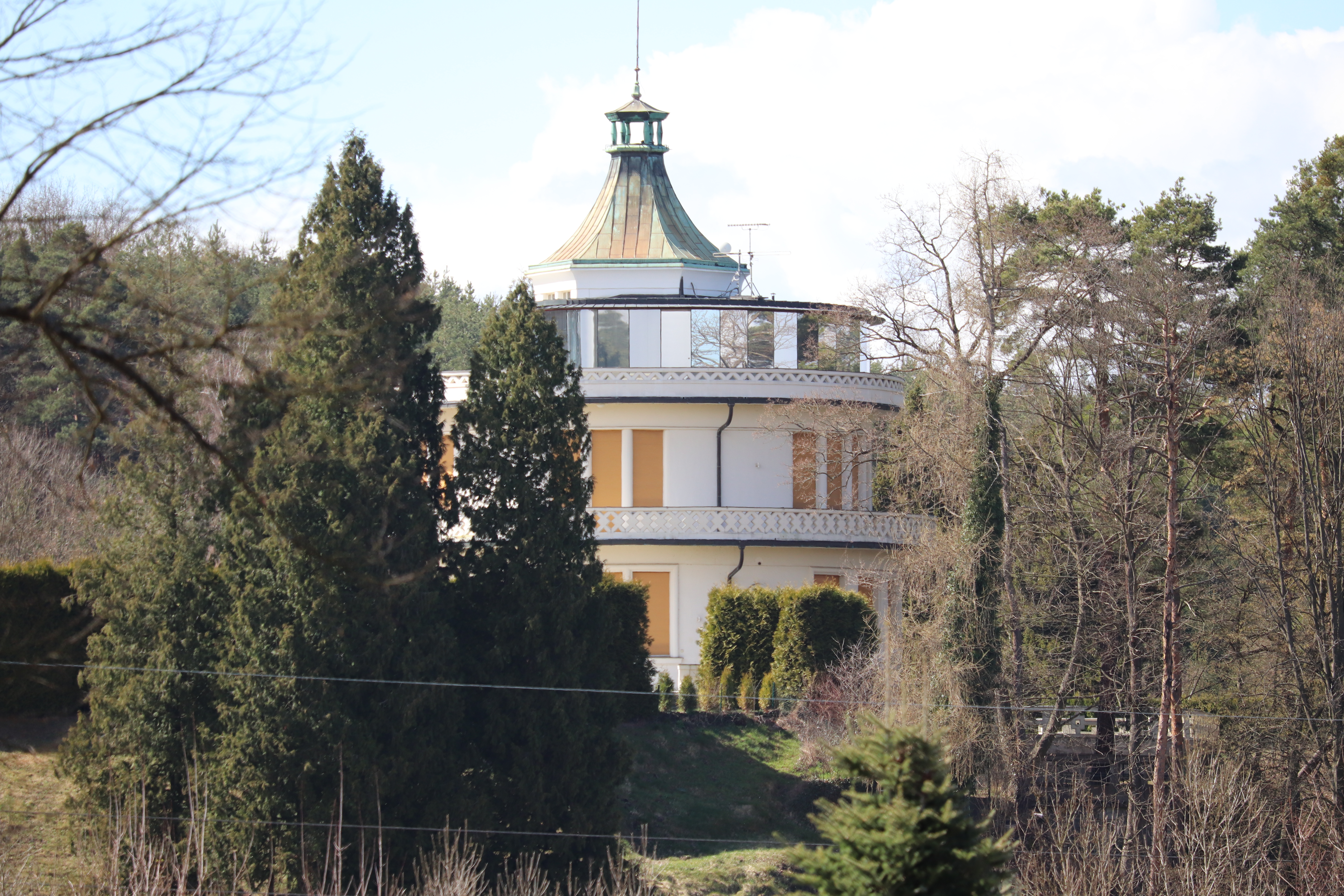
Vila továrníka Janečka od architektů Kohnových.

Vila továrníka Janečka na adrese Na Chmelnici 74, je stavba stojící na bývalém Korbelově vršku na levém břehu Sázavy. Jde o dvojpodlažní podsklepenou budovu kruhového půdorysu, završenou plochou střechou s šestibokou věží na způsob lucerny. V přízemí, stojícím na zvýšené kamenné podezdívce s terasou, byly kolem šestiboké středové haly umístěny místnosti tvořící kuchyňské zázemí vily, pánský pokoj s alkovnou, zimní zahrada, oválná jídelna, pokoj zahradníka, šatna s toaletou a kruhové točité schodiště s kubistickým zábradlím. V patře byla situována pánská a dámská ložnice, šatna, hygienické zázemí, pokoj pro hosta a místnost pro služku. Kolem celého patra obíhala kruhová terasa. Na ploché střeše byla v šestiboké věži ložnice a na terase rozměrný bazén. Součástí pozemku byla i hospodářská budova s garáží, stájí, chlévem a byty zaměstnanců. V hospodářské zahradě pod vilou byl vybudován skleník s bytem zahradníka.
Reprezentační pokoje, schodiště i zábradlí byly obloženy ušlechtilými dřevy, jako byl mahagon, dub, ořech, leštěná bříza. Stropy byly opatřeny štukovými zrcadly.
Vilu v novobarokním stylu navrhli roku 1925 architekti Karel a Otta Kohnovi. V červnu 1939 byla architektem Hendrychem na ploché střeše navržena přístavba ložnice se šatnou a hygienickým zázemím. V 90. letech 20. století byla vila přestavěna dle návrhu architekta Jana Šestáka.

### Budování továrního města

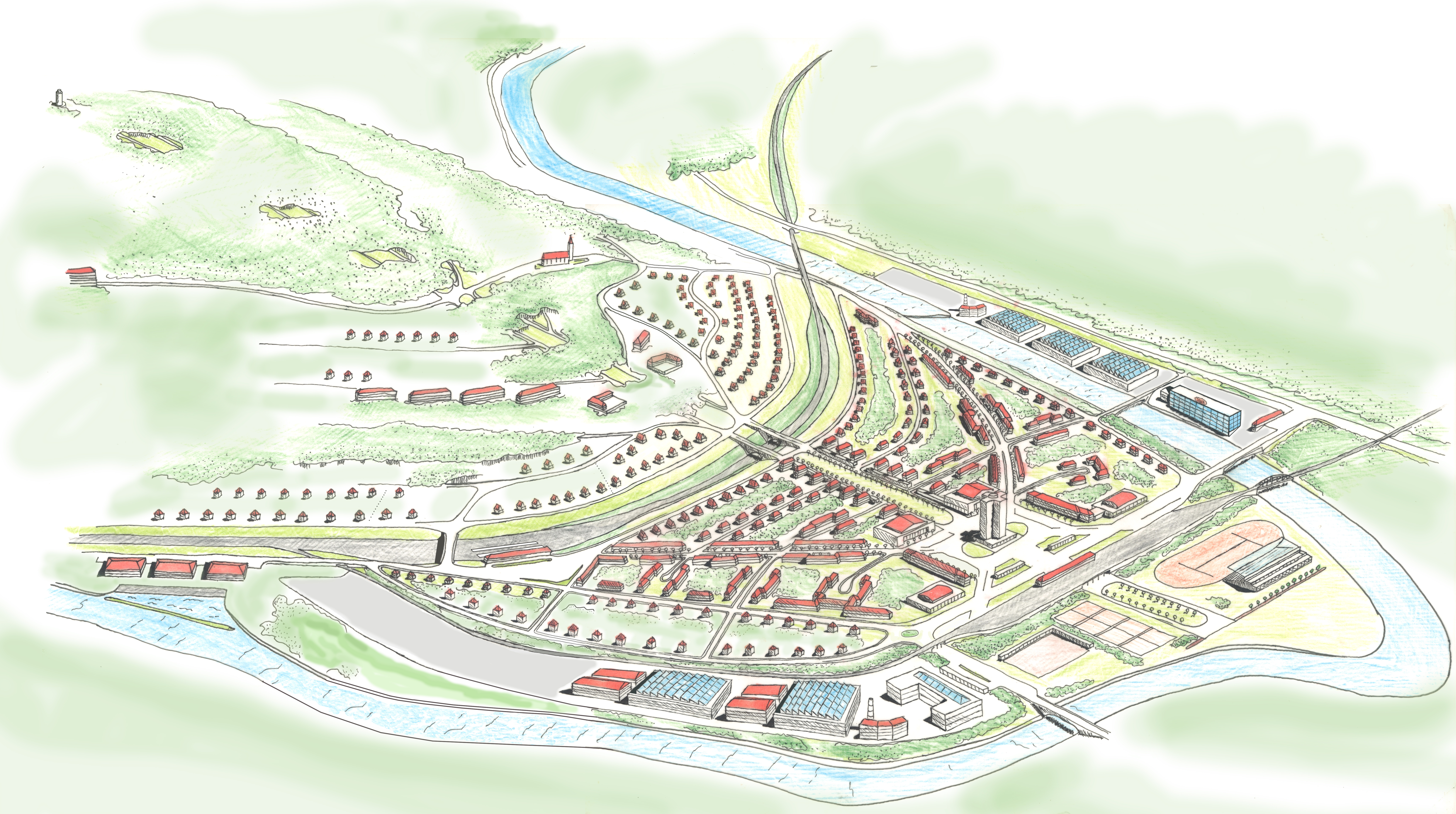
Možná podoba továrního města založená na plánu města od architekta Emanuela Hrušky z roku 1940.

Společně s budováním slévárny zamýšlel ing. František Janeček vytvořit na pravém břehu řeky tovární město po vzoru Zlína. Dle prvotních úvah mělo dosáhnout výhledového počtu 30 000 obyvatel. Na území kolem dnešní Jílovské ulice byla poprvé uvažována zástavba v ideovém návrhu sídliště, vytvořeném architektem R. Hrabou začátkem okupace v roce 1939. Návrh představoval sídliště značných rozměrů pro cca 50 000 obyvatel.
Následující návrh sídliště pocházel pravděpodobně z roku 1940 a jeho autorem byl architekt Emanuel Hruška. Jeho návrh počítal s výstavbou továrního města ve stylu Baťovského urbanismu s ústřední osou tvořenou bulvárem o délce 1 800 metrů vycházejícím z plánovaného náměstí v oblasti dnešní Okružní ulice dále severním směrem přes zahradní město k Holému vrchu, na kterém gradoval vodárenskou vyhlídkovou věží. Návrh zahrnoval vybudování centra města odvozeného ze zlínského náměstí Práce, s kinem, divadlem, společenským domem, hotelem, veřejnou tržnicí městským úřadem a jídelnou. Ze středu náměstí vyrůstal jako nejvyšší budova obce cca 60 metrů vysoký věžový dům ředitelství podniku ing. Janečka. Dále plán překládal trasu železnice o 500 metrů severním směrem. Dle návrhu bylo v letech 1941–1942 vybudováno stavebním družstvem Nový Život v místě dnešní ulice 9. května sedm dvojdomků, přičemž jihovýchodní hrana jejich parcel kopírovala tvar plánované přeložky dráhy v těchto místech.
Roku 1947 byl ředitelstvím Zbrojovky Brno vypracován návrh výstavby 15 obytných budov severně od stávajících dvojdomků. Dle tohoto plánu byla ve dvouletém hospodářském plánu v letech 1947–1950 vystavěna kolonie 14 typových domů se samostatně stoijící trafostanicí a společnou kotelnou, doplněná v roce 1951 dvěma domy nově schváleného typu T12/51 s celkem 12 byty.

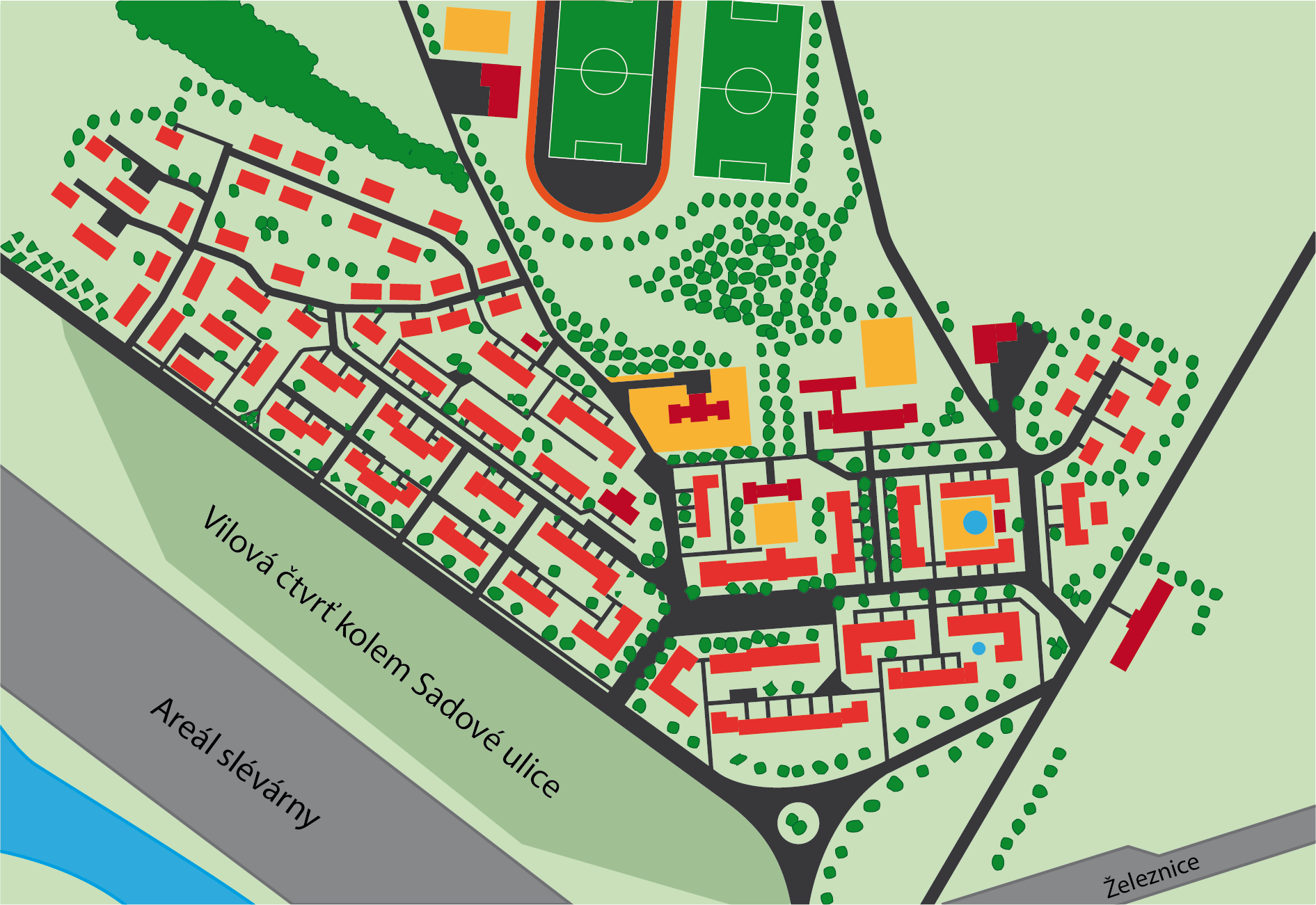
Plán továrního města ve stylu socialistického realismu, 1956

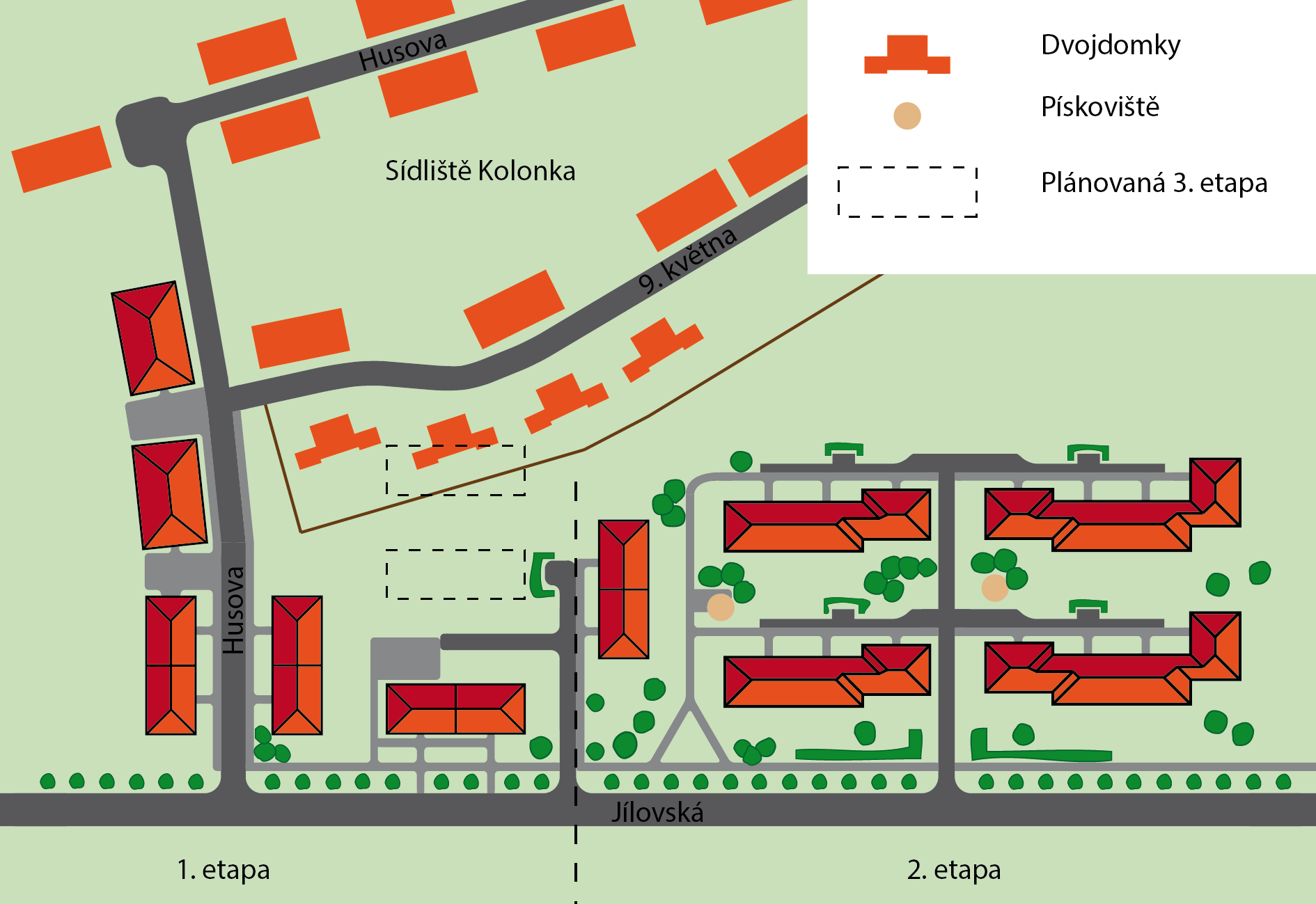
Plán sídliště Na Rovinách v Týnci nad Sázavou z roku 1956.

Podrobný upravovací plán vytvořený pro výhledový počet 1 500 obyvatel z prosince 1947 vypracovaný architektem Václavem Sixtou řešil celé území dnešního obvodu sídliště s ponecháním dosavadních dílčích návrhů. Plochy na pravém břehu Sázavy určené pro novou výstavbu tvořili se stávající zástavbou rodinných domů a kolonií Nový Život provázanou jednotku určenou převážně pro ubytování zaměstnanců závodu. V plánu byla preferována nová zástavba v podobě rodinných dvojdomků se zahradami a s občanskou vybaveností v centru města, zhruba v oblasti dnešní Pěší ulice. V Sixtově plánu nebyla reflektována ve stejné době již v plánové dokumentaci rozpracovaná dvouletková kolonie. Obecní sportovní areál byl situován do oblasti Náklí.
V roce 1953 měl n. p. Metaz v plánu výstavbu 24 bytových jednotek ve svobodárně typu T20 a stejný počet bytových jednotek v obytném domě typu T13. Pro tuto výstavbu vypracovalo pražské středisko Stavoprojektu pod vedením architekta F. Valenty zastavovací plán, dle kterého byly v západní části sídliště při Husově ulici situovány tři dvoupodlažní domy T13/52 a při Jílovské ulici 2 svobodárny T20/52. Z rozhodnutí KNV byl plán pozměněn tak, že při vyústění Husovy ulice na státní silnici byly vybudovány dvojdomy typu T13/52 a severněji dvě svobodárny. Dle investičního plánu pro rok 1954 měl n. p. Metaz v plánu dalších 72 bytových jednotek v typech T13 s očekávaným začátkem výstavby ve třetím čtvrtletí 1954. S další výstavbou sídliště se dle zápisu schůze MNV ze 14. září 1954 plánovalo pokračovat až v roce 1955.
V říjnu 1952 oznámilo Ministerstvo všeobecného strojírenství svůj dlouhodobý záměr výstavby podnikového sídliště v Týnci nad Sázavou s konečným počtem 1 000 bytových jednotek v obytných domech a 300 bytových jednotek na svobodárnách s výhledovým dokončením do roku 1960. Tento plán byl následně redukován na 598 bytových jednotek pro n. p. Metaz a 72 bytů pro n. p. Jawa a zařazena byla výstavba objektů občanského vybavení na pravém břehu řeky. Projekt sídliště měl být vyhotoven nejpozději do 30. června 1957. Vplánu bylo rozdělit sídliště na 2–3 okrsky s nadokrskovým střediskem občanské vybavenosti. Jednotlivé okrsky měly být seskupeny do vzájemně architektonicky sladěných bloků, přičemž výšková hladina neměla přesáhnout tři podlaží, z většiny měla být dvojpodlažní. Občanská vybavenost dle návrhu zahrnovala lékárnu, dvě prodejny potravin, dvě mlékárny a pekárny, dvě masny, prodejnu ovoce-zelenina, oděvy, prádlo, domácí potřeby, drobné zboží, drogerie, papírnictví, knihkupectví, tabák, bufet a cukrářství. Všechny tyto distribuční jednotky měly být až do výstavby samostatných objektů umístěny v přízemí obytných staveb. V souboru sídliště byla dále navržena osmiletá střední škola a mateřská škola. Záměr výstavby továrního města nebyl v navrženém rozsahu v průběhu 50. let 20. století realizován. Uskutečněná výstavba deseti bytových domů navýšila bytový fond v obci o 136 bytových jednotek proti 670 plánovaným. Z nadokrskové občanské vybavenosti byla realizována základní škola.
Do února 1970 byl ateliérem G Krajského projektového ústavu Praha pod vedením architekta Vlastibora Klimeše vypracován směrný územní plán města. Urbanistické řešení bylo založeno na kontrastu čtyř výškových bytových domů kolem kterých byla situována nižší zástavba obchodních domů, družstevních bytů a svépomocná výstavba rodinných domů. Občanskou vybavenost umístil návrh kolem obchodního korza ve středu obce, které ze severní i jižní strany uzavíraly obchodní domy. Dále projekt předpokládal výstavbu mateřské školy, rozšíření základní školy o nový pavilon a výstavbu sportovního areálu se stadionem na pozemcích severně od města. Mezi železniční stanicí a ulicí Pražská měl být umístěn hotel s restaurací. Do volného prostoru Náklí Klimeš umístil sportoviště s koupalištěm a středisko služeb, obecní úřad, poštu, spořitelnu, zdravotní středisko a krytý bazén. Dle tohoto územního plánu probíhala výstavba města až do roku 1989.

### Masarykův most

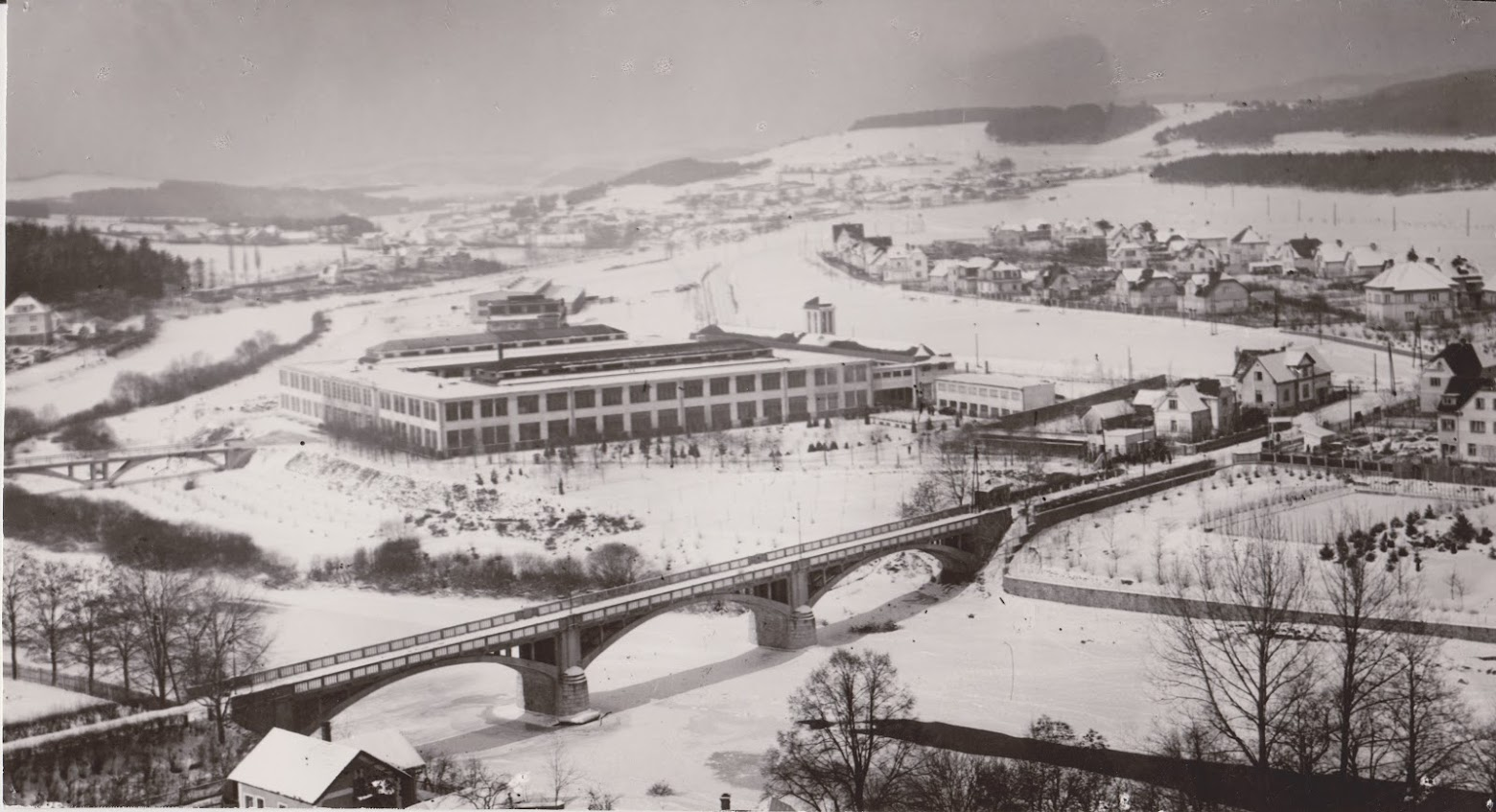
Masarykův most v průběhu 30. let 20. století

Až do konce 19. století leželo historické jádro obce na levém břehu Sázavy. Po výstavbě železnice na pravém břehu neexistovalo mezi nádražím a obcí žádné silniční spojení, neboť předchozí dřevěný most byl stržen povodní roku 1776 a znovu již obnoven nebyl. Po konci první světové války bylo za finančního přispění státu přistoupeno k výstavbě nového obecního mostu. Dle protokolu z 1. března 1919 přispěl obecní úřad v Krusičanech na výstavbu mostu částkou 50 000 Kč, celkové náklady na výstavbu dosáhly 1 432 857 Kč.
Železobetonový most se třemi oblouky o světlosti 30 metrů a dvěma kamenem obezděnými pilíři provedla firma Müller & Kapsa, podnikatelství staveb Plzeň. Vypracováním projektu byl pověřen ing. Antonín Chramosta. Jako první mostní stavba v samostatném Československu byl pojmenován po prezidentu T. G. Masarykovi. Prezident se i přes pozvání nemohl slavnostního otevření mostu na podzim 1921 zúčastnit.
V polovině 60. let 20. století byla mostovka rozšířena na dva jízdní pruhy a původní dekorativní betonové zábradlí bylo nahrazeno ocelovým. Poslední velká rekonstrukce proběhla v 90. letech 20. století, kdy byla mostovka i oblouky mostu sneseny a nahrazeny novou železobetonovou konstrukcí.

### Železniční most

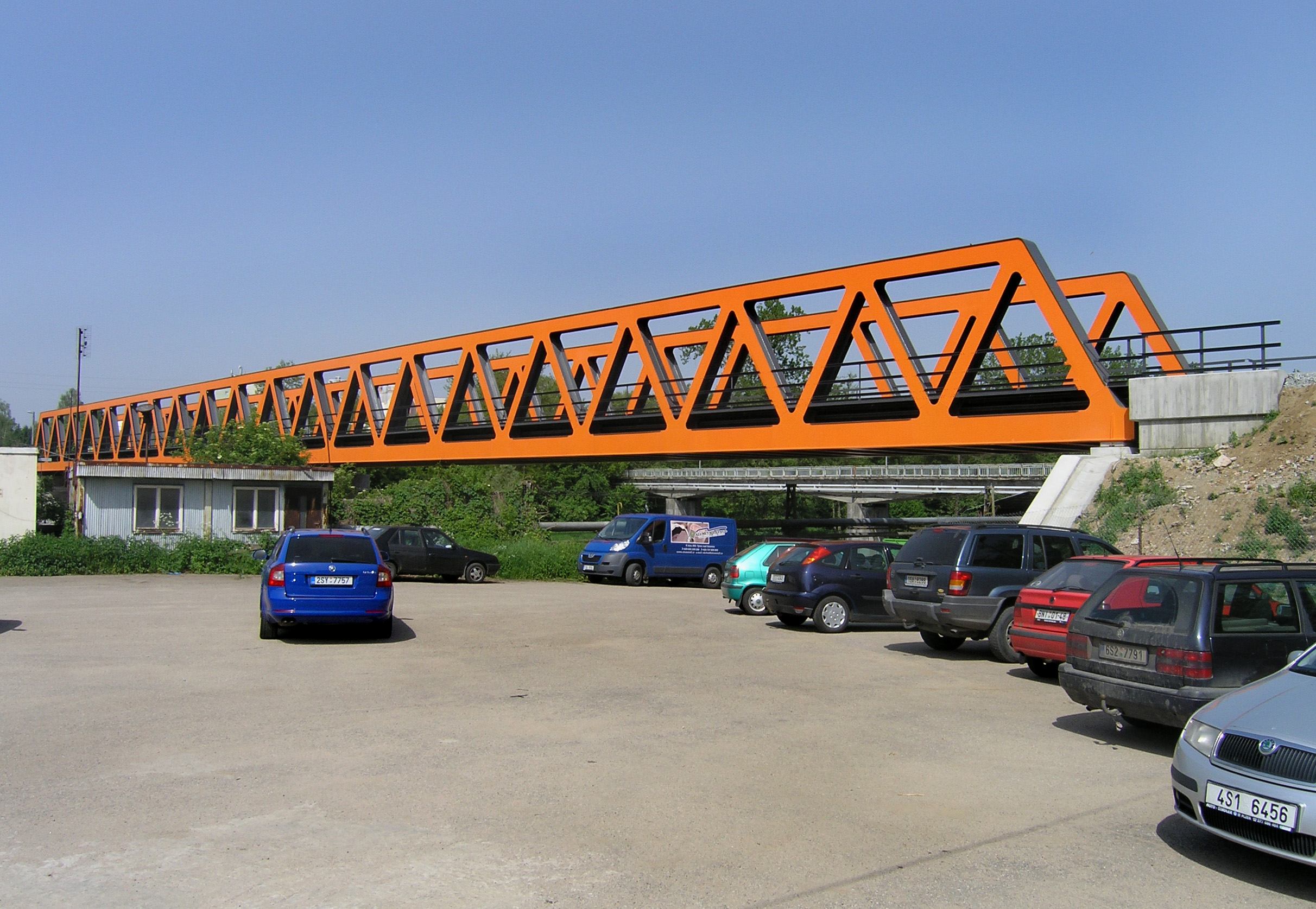
Nový železniční most přes Sázavu.

Železniční most byl postaven přes řeku Sázavu v roce 1896 při výstavbě tratě z Vraného nad Vltavou do Čerčan, tvořily ho dva příhradové nýtované ocelové oblouky o cca 50 metrech délky a dolní prvková mostovka z plávkové oceli, která dosahovala vyšší pevnosti i houževnatosti, než starší svářková ocel. Spodní stavba sestávala z jednoho pilíře kolmého na tok řeky s břitem na protivodní straně a dvou opěr na březích.
Most roku 1895 navrhla firma Bratři Prášilové a spol. Ocelové díly dodala firma Pražská akciová strojírna. Celková délka mostu byla 109,3 metru. Most se v původní podobě zachoval až do konce září 2013, kdy byl jako značně zchátralý a nevyhovující provozu snesen a nahrazen novým.
Nový most byl postaven jako ocelová konstrukce, složená z příhradových nosníků a ortotropní desky, Most byl osazen průběžným kolejovým štěrkovým ložem a bezstykovou kolejí. Bylo zesíleno podzákladí kamenného pilíře a opěr.  Délka nového mostu byla 104,14 metrů. Zhotovitelem stavby bylo sdružení firem Chládek a Tintěra, Pardubice a.s., Porr a.s. a Mostostal Kielce S.A.

## Školství

### Obecná škola
Nejstarší škola byla vybudována v místě dnešního domu čp. 5 „U Micků“, a to zřejmě již před rokem 1765, kdy je zaznamenána přestavba stodůlky u dřevěné školní budovy. Dřevěné stavení s doškovou střechou bylo roku 1780 strženo a na jeho místě vyrostla nová kamenná jednotřídní škola s malou místností a kuchyní pro učitele. Dle zápisu z roku 1788 navštěvovalo školu 51 chlapců a 49 dívek, zřejmě záměrně nebyl v hlášení překročen počet 100 žáků, který by vyžadoval ustanovení učitelského pomocníka. Ze samotného Týnce navštěvovalo školu 8 žáků, ostatní docházeli z okolních obcí.
Po založení továrny na kameninu v roce 1791, nebo 1793, vzrostl počet obyvatel Týnce a školní budova přestala dostačovat. Nová dvoutřídní škola byla vybudována roku 1831, stávající jednotřídní škola byla odprodána pekaři a měšťanu Josefu Zmekovi z Českého Brodu. Po založení brodecké přádelny počet žáků rychle stoupal a jen z Týnce docházelo do školy 37 žáků.
V roce 1875 byla dvoutřídní škola rozšířena na trojtřídní. 9. května 1879 byla zřízena letní tělocvična a v dubnu 1880 školní zahrada. Roku 1884 byla pobočka při první třídě přeměněna na postupnou čtvrtou třídu a čtyřtřídní škola byla rozšířena o pátou třídu, pro kterou byla opatřena místnost v domě čp. 13.
Stále se zvyšující počet žáků vedl v roce 1894 k zakoupení pozemku pro stavbu nové školní budovy při dnešní Benešovské ulici. Plány nové školní budovy zhotovil týnecký zednický mistr Ludvík Štros, stavbu provedl stavitel Hromas z Neveklova. Obecní úřad v Krusičanech vydal 18. června 1898 stavební povolení, 27. června 1898 se začaly kopat základy a 7. července téhož roku proběhlo slavnostní položení základního kamene, do kterého byla umístěna schránka s pamětním zápisem. V září 1899 byla škola předána stavitelem Hromasem do užívání. Nová školní budova byla dvoupodlažní, podsklepená, trojkřídlá budova o půdorysu „U“, navržená v historizujícím stylu. Do uliční fasády byla vsazena edikula s bustou Jana Ámose Komenského. Stará školní budova a zahrada byly prodány ve veřejné dražbě.
V roce 1900 byla u školy zřízena školní zahrada a letní cvičiště. Roku 1903 byla jedna školní třída přeměněna na kuchyň s jídelnou, kde byla v polední přestávce vydávána dětem nemajetných rodičů polévka. 3. října 1909 byla otevřena průmyslová škola pokračovací, v roce 1914 bylo započato s vyučováním v hospodářském kurzu pokračovacím.

### Měšťanská škola
Smíšená měšťanská škola byla v Týnci zřízena 1. listopadu 1921 z příkazu Zemské školní rady v Praze s podmínkou, že stávající obecná i nově zřízená měšťanská škola budou pod správou ředitele měšťanské školy.
V měšťanské škole byly otevřeny dvě třídy se 112 žáky, kteří z části postoupili z obecné školy, z části přešli z jiných měšťanských škol. Po založení slévárny a dalšímu nárůstu počtu obyvatel přestala stávající školní budova opět dostačovat, a proto byla výuka rozprostřena i do vyhovujících místností v soukromých domech. Od poloviny 20. let 20. století nastala jednání, zda školní budovu zvýšit o třetí podlaží, nebo vystavět zcela novou budovu. V březnu 1925 byly předloženy výkresy uvažující s historizující nástavbou patra a protažením křídel budovy směrem do zahrady.
V září 1932 byly arch. Fr. Štrumlem předloženy plány na provedení nástavby bez historizujících slohových prvků. Půdorys školy zůstal nezměněný. Přibližně ve stejné době předložil architekt Štruml variantní návrh dostavby příčného křídla ve funkcionalistickém tvarosloví s funkcionalistickou úpravou stávající fasády, která měla být zcela zbavena historizujících prvků a valbové střechy. V roce 1933 bylo rozhodnuto zvýšit kapacitu školní budovy dle návrhu ze září 1932 pomocí nástavby, jejíž realizace byla zadána staviteli Fr. Štrumlovi. Ten začal stavbu 21. června 1933 a měšťanská škola zahájila výuku 15. října stejného roku.
18. prosince 1944 bylo vládním komisařem nařízeno vyklizení školy, spadající do území výcvikového prostoru Waffen-SS na levém břehu Sázavy. Do 21. prosince 1944 byl veškerý nábytek, pomůcky i školní spisy sneseny do jedné místnosti v přízemí. Po osvobození v květnu 1945 byla celá škola vydezinfikována a 5. června 1945 bylo průvodem z fotbalového hřiště k pomníku padlých z první světové války slavnostně zahájeno vyučování. Na jaře 1946 újezdní školní rada rozhodla o zavedení ústředního vytápění, které bylo dle plánů z ledna 1947 provedeno firmou Kabeš a Fanta z Prahy.

### Základní škola na sídlišti
Po zahájení výstavby továrního města v průběhu 50. let 20. století byl vysloven požadavek na výstavbu zcela nové školy na pravém břehu řeky. Výstavba nové osmileté sedmnáctitřídní školy v Komenského ulici byla zahájena v roce 1959 a dokončena do začátku školního roku 1963.
První návrh nového školního areálu se dvěma pavilony s krytým spojovacím krčkem provedl architekt Václav Hilský. Dle jeho návrhu měl být areál situován v blízkosti nově vznikajícího sídliště. Školní pavilony byly navrženy dle typového podkladu „SPÚ Gottwaldov“, původně se sedlovou střechou. Tento návrh byl v roce 1960 pozměněn na pavilony s plochou střechou bez spojovacího krčku, byť již v době dokončení školy byla jeho potřeba zřejmá a počítalo se s brzkým zastřešením cesty mezi pavilony.
Dostavba základní školy s přístavbou vstupního objektu a spojovacího krčku se šatnami a čtyřmi učebnami byla realizována v letech 2016-2017 podle návrhu ateliéru Sladký & Partners s.r.o. Zároveň proběhla výstavba sportovní haly, která byla napojena na kapacitně nevyhovující tělocvičnu.
Od školního roku 1997/1998 došlo ke spojení škol v Benešovské a Komenského ulici pod jedno ředitelství.

### Mateřská škola
Výstavba mateřské školy v sídlišti byla plánována v akci Z od roku 1971. V průběhu roku 1972 byly brigádnicky připraveny základy a montovaný ocelový ráma ke slavnostnímu otevření došlo 1. listopadu 1974. Školka se třemi pavilony propojenými spojovací chodbou byla vybudována jako závodní MŠ n. p. Metaz. Plánovaná kapacita 90 dětí byla překročena již ve školním roce 1976/77, kdy se počet dětí zvýšil na 110. Poptávka po umístění dětí do školky dále narůstala a do 1. září 1981 byly dostavěny další dva pavilony navržené výrobním družstvem Stavba Benešov u Prahy pod vedením ak. arch. Veleby. Na začátku školního roku 1981/82 docházelo do školky 152 dětí.
Po roce 1989 společnost Metaz a. s. bezúplatně převedla podnikovou školku na město Týnec. Od 1. ledna 2003 je Mateřská škola Týnec nad Sázavou příspěvkovou organizací zřizovanou městem Týnec. Ke stejnému datu byla k mateřské škole připojeno odloučené pracoviště s jednotřídní školkou v Chrástu nad Sázavou. Toto pracoviště se v únoru 2010 přestěhovalo do zrekonstruovaných prostor ve Společenském domě. 1. září 2011 byly v areálu školky otevřeny další pavilon se dvěma třídami a celková kapacita přesáhla 200 zapsaných dětí.

Mimo mateřské školy v sídlišti existovala v Týnci ještě mateřská škola n. p. Jawa, která byla umístěna v rodinném domě v Benešovské ulici čp. 22. Po navrácení objektu původním majitelům byly děti z této školky ve školním roce 1992/93 přemístěny do MŠ v sídlišti.

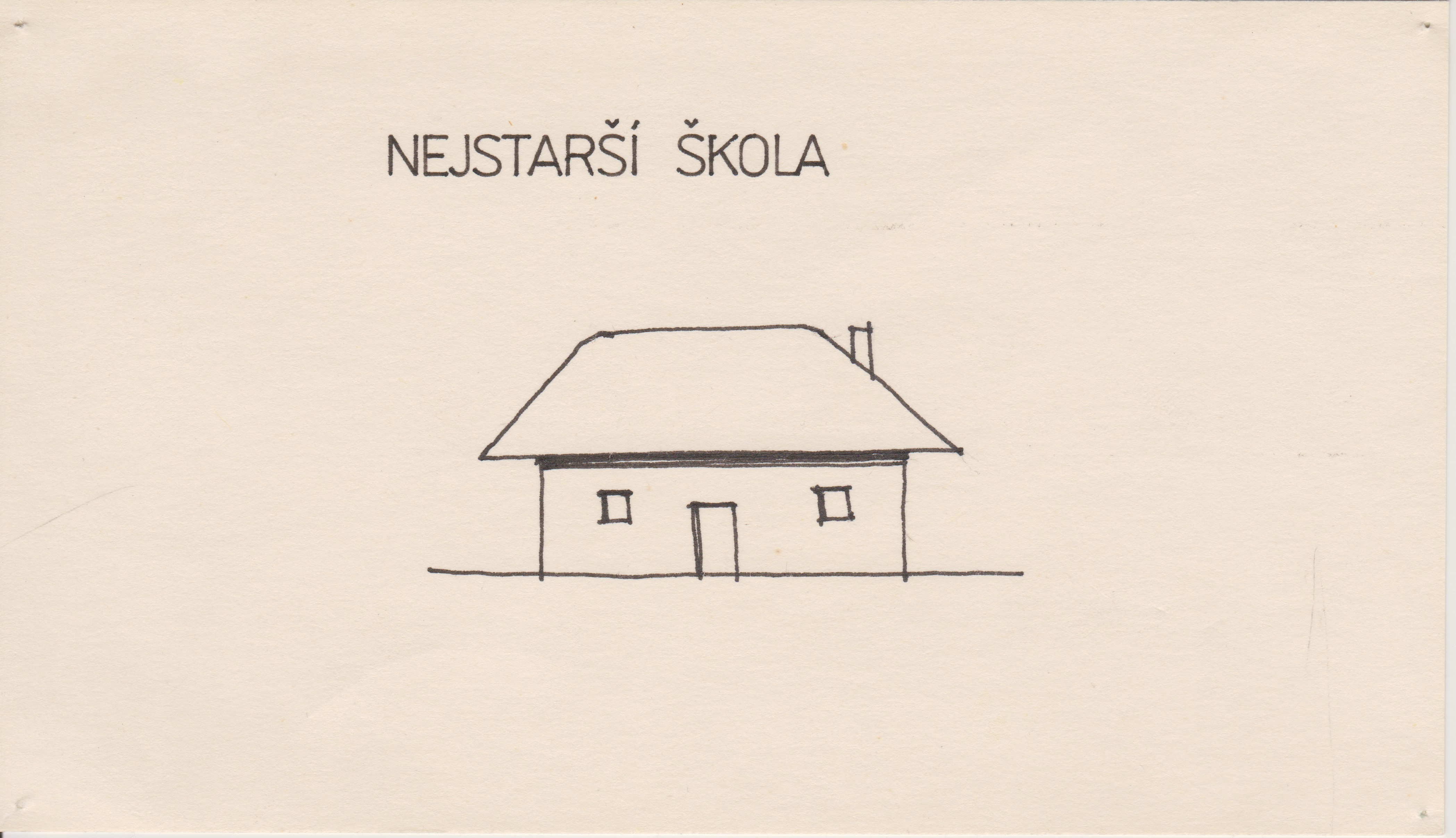
Možná podoba nejstarší školy na místě dnešního domu čp. 5.
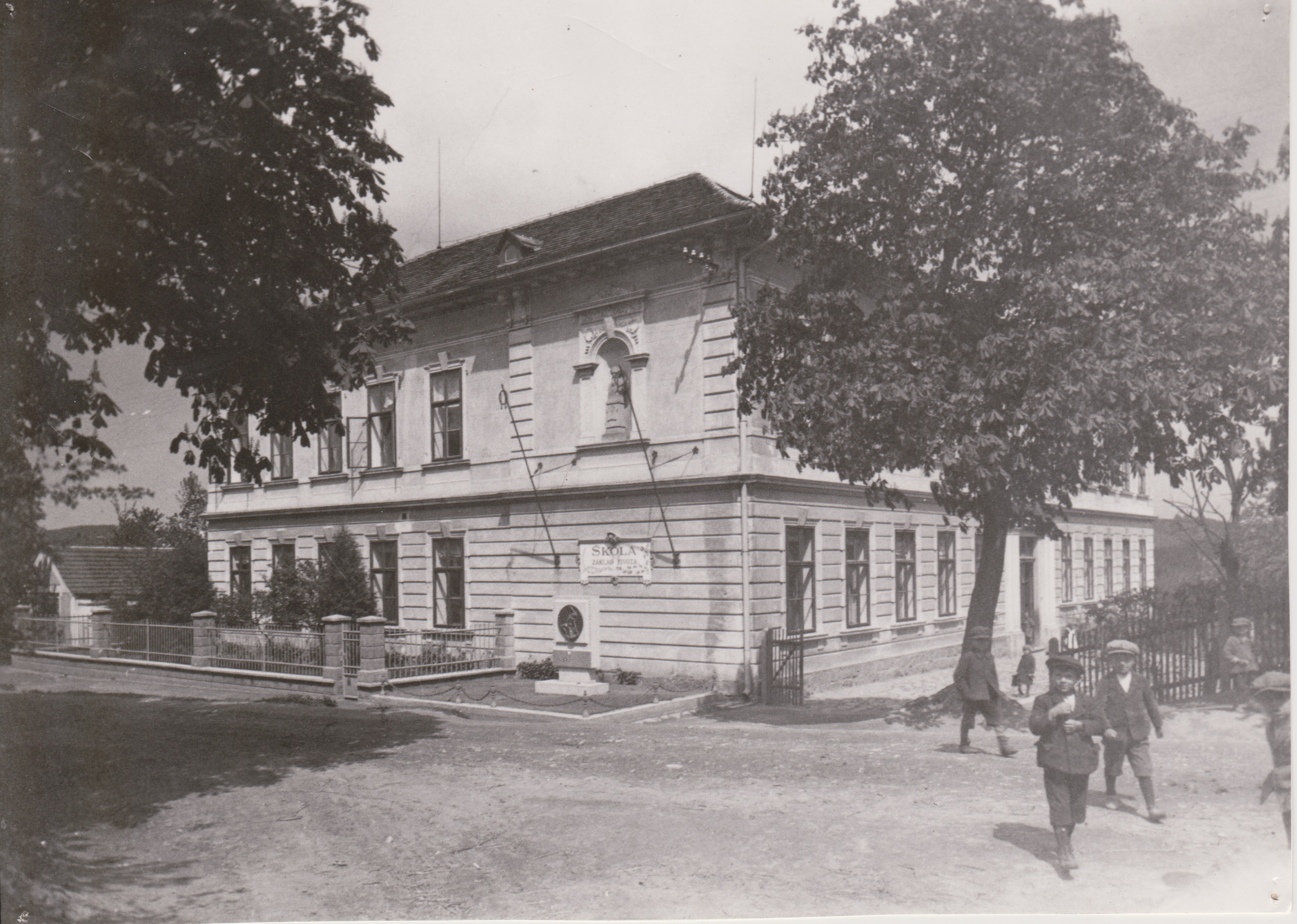
Škola v Benešovské ulici v podobě mezi lety 1899-1933.
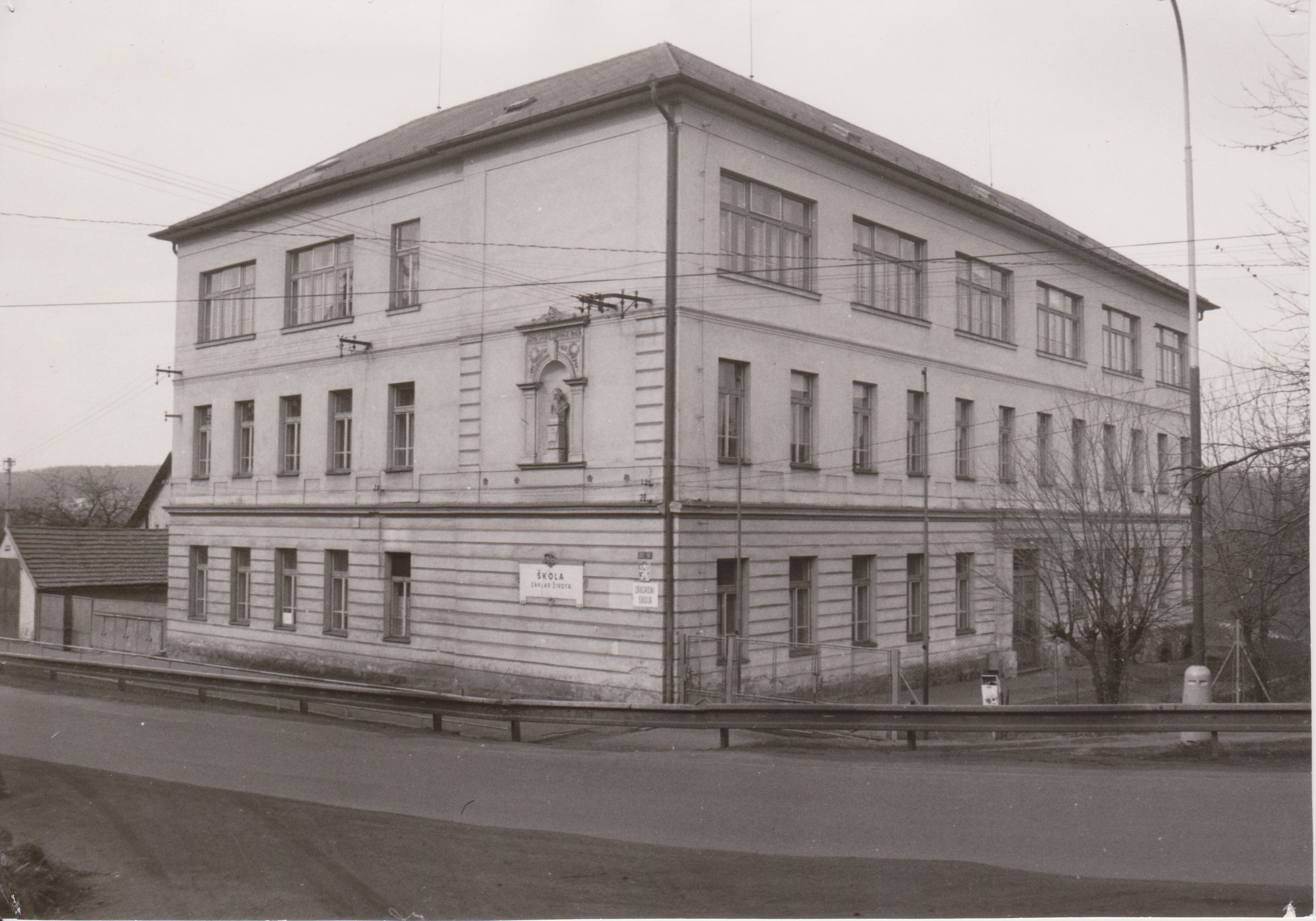
Škola v Benešovské ulici po dostavbě v roce 1933
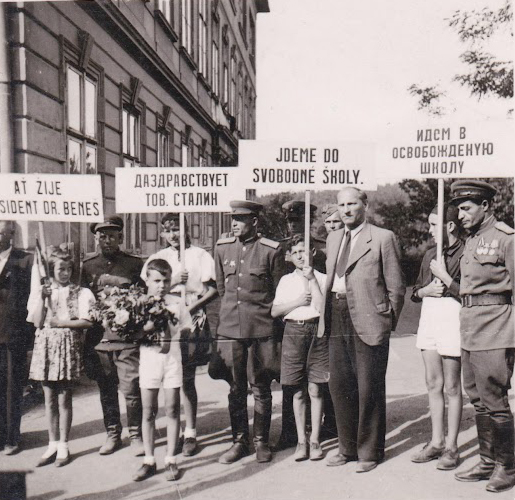
Zahájení školního roku 5. června 1945.
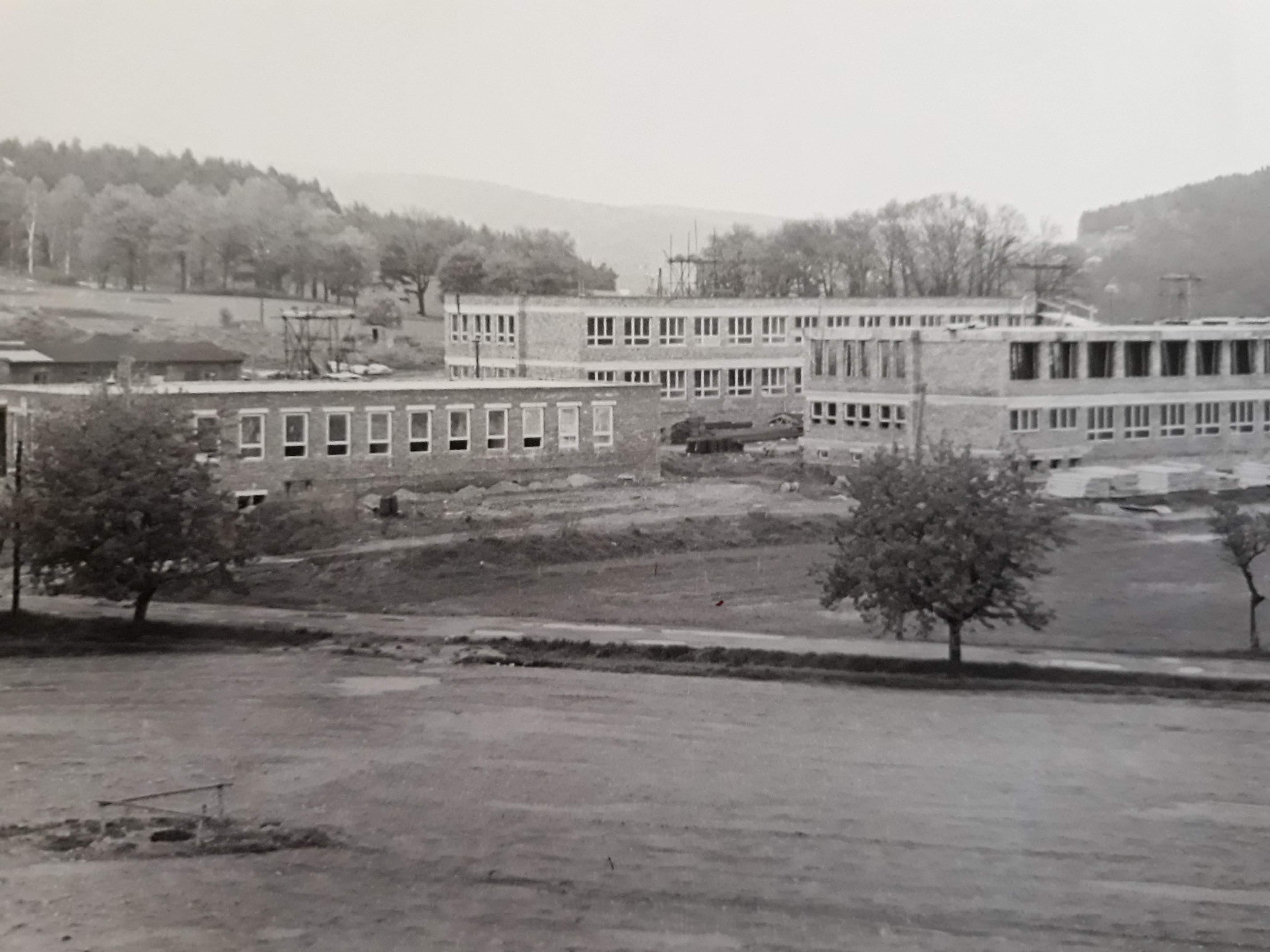
Výstavba základní školy v Komenského ulici.
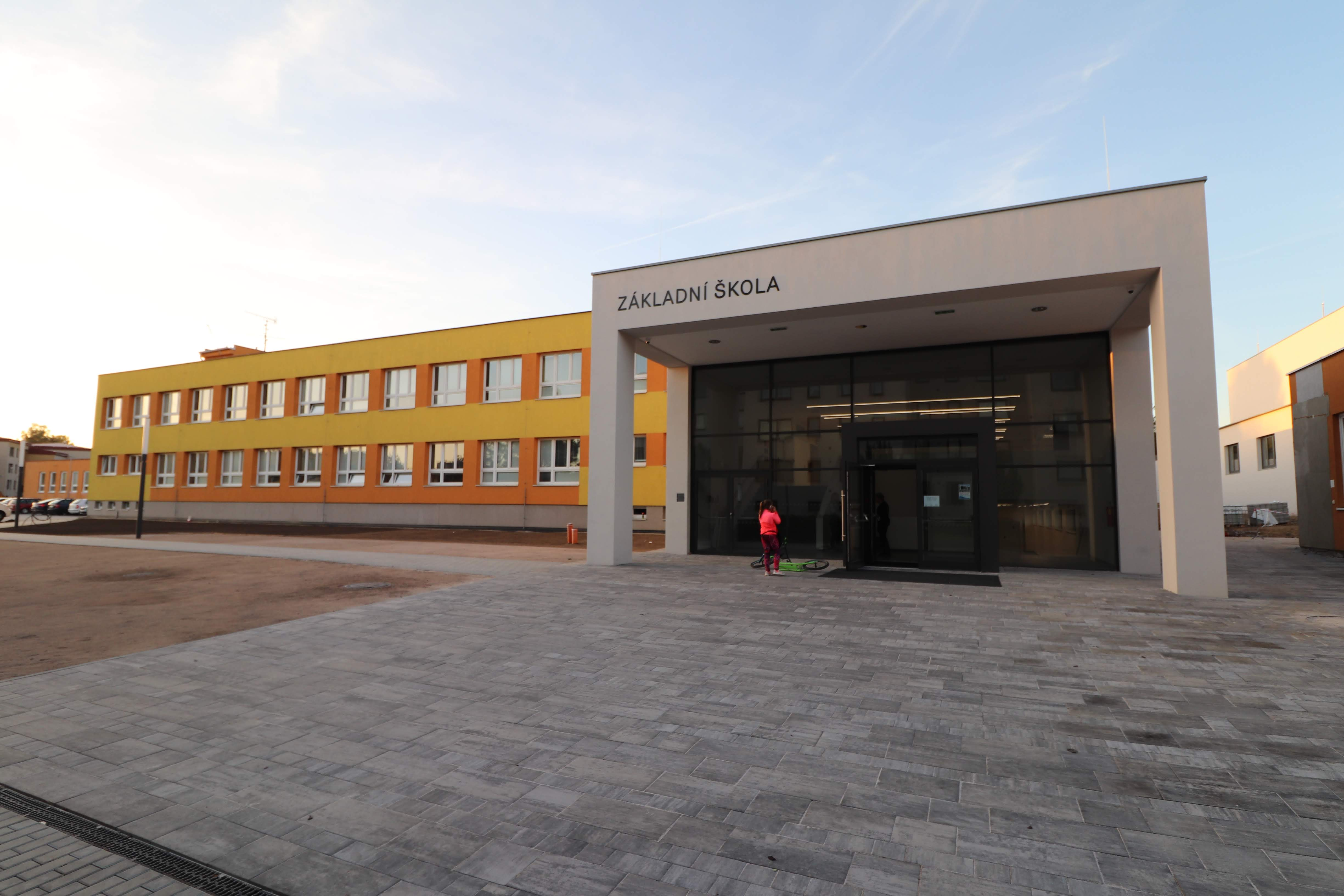
Škola v Komenského ulici po přestavbě z let 2016-2017.
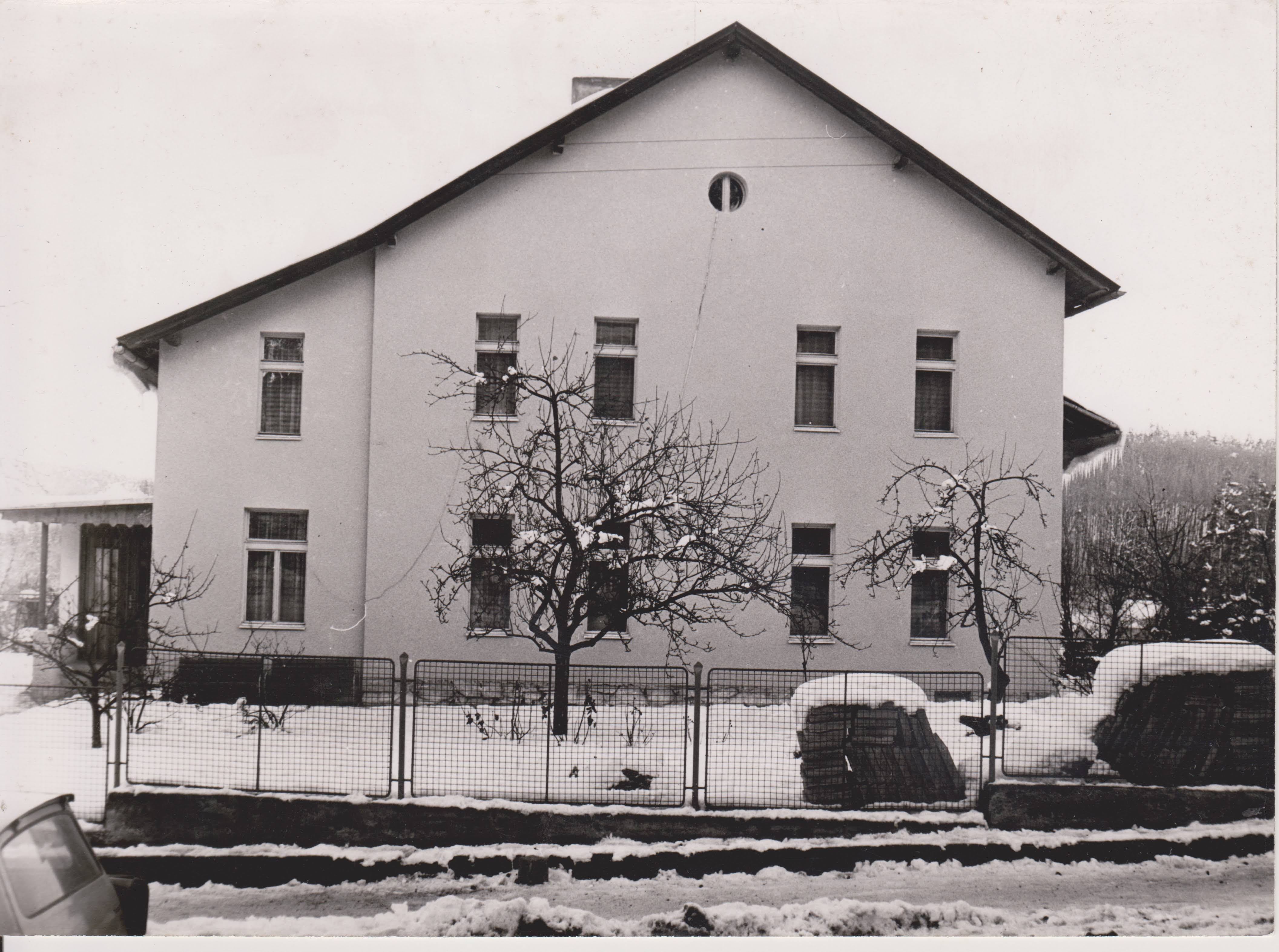
Mateřská škola n. p. Jawa v Benešovské ulici.
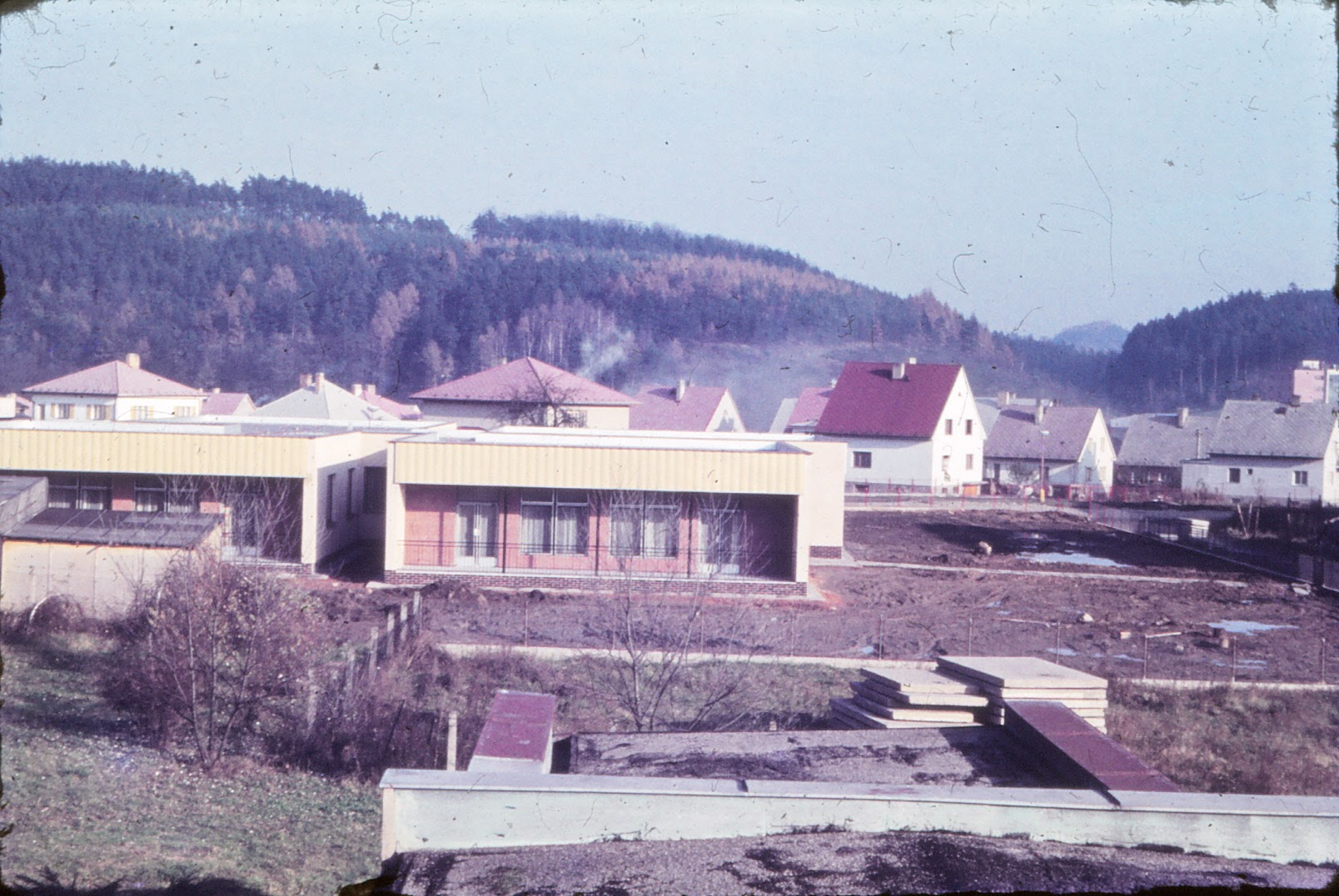
Mateřská škola n. p. Metaz v Komenského ulici.

## Kultura

### Městské muzeum
Městské muzeum se nachází v zámeckém paláci v areálu románského hradu. Muzeum bylo založeno členy vlastivědného kroužku jako Pamětní síň pro Týnec a okolí a otevřeno veřejnosti od 1. května 1959. Vystavené exponáty, získané od místních občanů, doplnila sbírka týnecké kameniny zapůjčené z depozitáře zámku Konopiště. Pro zchátralost byla v roce 1981 uzavřena první místnost a roku 1983 muzeum celé. K jeho obnově došlo 1. května 1996, kdy bylo muzeum po celkové rekonstrukci výstavních sálů opět otevřeno. V muzeu je instalována stálá expozice týnecké kameniny, která se v areálu hradu vyráběla v letech 1791–1866, jsou zde pořádány prodejní výstavy umělců a koncerty. Součástí muzea je románské sklepení, románská rotunda z 11. století a gotická hranolová věž ze 13. století s letní kolonií netopýra velkého.

### Dechový orchestr
Místní dechový orchestr Týnečanka je zván na regionální festivaly, jako například Kubešova Soběslav nebo Vejvodova Zbraslav a podílí se na pořádání místních Dnů hudby. Původní orchestr byl založen v 90. letech 20. století hudebním nadšencem Jaroslavem Honzíkem za pomoci dlouholetého starosty Týnce Zdeňka Březiny a sestaven z mladých hráčů na dechové nástroje. V této podobě přežil asi 7 let a poté se pro nedostatek dorostu odmlčel. V roce 2004 opět za spolupráce Zdeňka Březiny ho znovu založil současný kapelník Vratislav Křivánek. Orchestr byl sestaven ze zkušených hudebníků a doplněn o absolventy hudebních škol Benešovska.

### Rekreace
- Půjčovna lodí a kol
- Vodácký kemp
- Posázavská stezka

## Sport

### Fotbalový klub
První organizovaný fotbalový oddíl v Týnci byl založen začátkem 20. let 20. století jako odbor Sportovního kroužku Sokolík. V létě a o prázdninách probíhaly tréninky každý den na place mezi silničním mostem a Korbelovou hospodou, čp. 3. První fotbalový zápas na týneckém hřišti byl sehrán v roce 1920 proti Meteoru Benešov s výsledkem 0:0. Zápasy se hrály bez dresů, pouze ve vlastním oblečení a obuvi. Rozvoj kopané v obci byl brzy přerušen, když oddíl přišel o možnost hrát na domácím hřišti, které zakoupila Sokolská jednota a fotbal zde zakázala hrát.
Podruhé byl fotbalový oddíl založen v roce 1932 jako SKS JAWA Týnec nad Sázavou. Hřiště bylo zřízeno na nádvoří slévárny a první utkání bylo sehráno proti SK Požáry z Kamenného Přívozu. Týnec toto utkání prohrál 10:0. O rok později se klub přihlásil do soutěží STAK a ČSAF, ve kterých sehrál 24 zápasů s bilancí 20 výher, 2 remízy a 2 prohry, skóre 111:32. Na sezonu 1934/35 bylo připraveno nové hřiště a týnecký oddíl vstoupil do III. třídy, kterou v první sezoně vyhrál a z 1. místa postoupil do vyšší soutěže. Za týnecké družstvo hrál v této době František Habásko, pozdější hráč SK Slavia Praha.
V roce 1936 změnil klub název na SK JAWA Týnec nad Sázavou, od roku 1938 SK Týnec nad Sázavou. Po vyhlášení mobilizace v roce 1939 byla fotbalová soutěž přerušena a po jejím obnovení sestoupil Týnec do III. třídy a přišel o fotbalové hřiště. V průběhu druhé světové války mohl Týnec hrát mistrovská utkání na hřištích soupeřů, nebo na propůjčeném hřišti v Kamenném Přívoze. V Poháru Osvoboditelů v roce 1945 přisoudil los týneckému klubu jako soupeře prvoligový AC Sparta Praha, se kterým byl sehrán zápas v červenci 1945 již na vlastním hřišti.
V roce 1948 obsadil ve II. třídě SOKOL JAWA Týnec nad Sázavou první místo a postoupil do I. B třídy.  Následně se klub probojoval do kvalifikace pro nově ustanovenou celostátní ligu. Ve kvalifikaci Týnec vyřadil vítěze Ústeckého kraje OV Podmokly a následně se utkal s Dynamem Praha.
V roce 1957 klub pod názvem SOKOL JAWA METAZ Týnec nad Sázavou vybojoval postup do I. A třídy, ve které udržoval stabilní výsledky až do roku 1965, kdy A mužstvo postoupilo do krajského přeboru. V této době se v týmu prosazoval Jaroslav Hřebík, pozdější hráč a trenér prvoligových týmů.
V sezoně 1970/71 postoupilo A mužstvo TJ JAWA METAZ Týnec nad Sázavou do divize, ve které se klub i díky podpoře dvou místních průmyslových podniků udržel až do roku 1984. 1. května 1978 byl otevřen nový fotbalový stadion V Náklí s kapacitou 2000 diváků. V 80. letech 20. století hrál klub střídavě v divizi a krajském přeboru a naposledy se výrazně prosadil v sezoně 1985/86, kdy naposledy zasáhl do divize. Později následoval sestup do krajského přeboru a střídavě do I. A třídy a I. B. třídy. 
Na počátku 90. let 20. století byl klub přejmenován na FK JAWA METAZ Týnec nad Sázavou. V sezoně 1997/98 se generálním sponzorem družstva stala firma K+K Paliva Týnec a do týmu byli angažováni bývalí prvoligoví fotbalisté Tibor Mičinec a Miroslav Příložný. V roce 2009 se hlavním sponzorem týmu stala firma Fercom a klub změnil název na FK FERCOM Týnec nad Sázavou. Podpora vydržela do roku 2014, kdy se klub přejmenoval na FK Týnec nad Sázavou a vymanil se z finančních problémů. Klub prodal fotbalové kabiny městu, které do této doby vlastnilo tribuny a hrací plochu. Klub pronajal sociální zařízení pro tábořiště a pohostinství a z nájmu vytvořil základ pro financování chodu družstev dospělých.
Od roku 2018 se FK Týnec nad Sázavou účastní okresního přeboru.

## Památky a pamětihodnosti
- Věž románského hradu s přilehlou rotundou ze 12. století – Původní hrad měl pravděpodobně vztah k prastaré obchodní stezce, která vedla přes Sázavu kolem hradu Kostelce z jižních Čech na Prahu. Ke kamenité rotundě jako sakrálnímu objektu patřil též sídelní objekt, odkrytý při výzkumu v roce 1969. Měl jen kůlovou konstrukci a pocházel asi z 11. století. Na jeho místě vznikl na přelomu 12. a 13. století kamenný románský palác a u něho později obranná hranolová věž při rotundě. Dnes je v budově paláce umístěno městské muzeum s expozicí týnecké kameniny, jejíž výrobou byla obec v letech 1791–1866 proslulá.
- Kostel svatých Šimona a Judy
- Společenský dům - bývalá továrna na kameninu
- Měšťanský dům U Micků
- Fara
- Přírodní rezervace Čížov severně od města
- Hrad Zbořený Kostelec

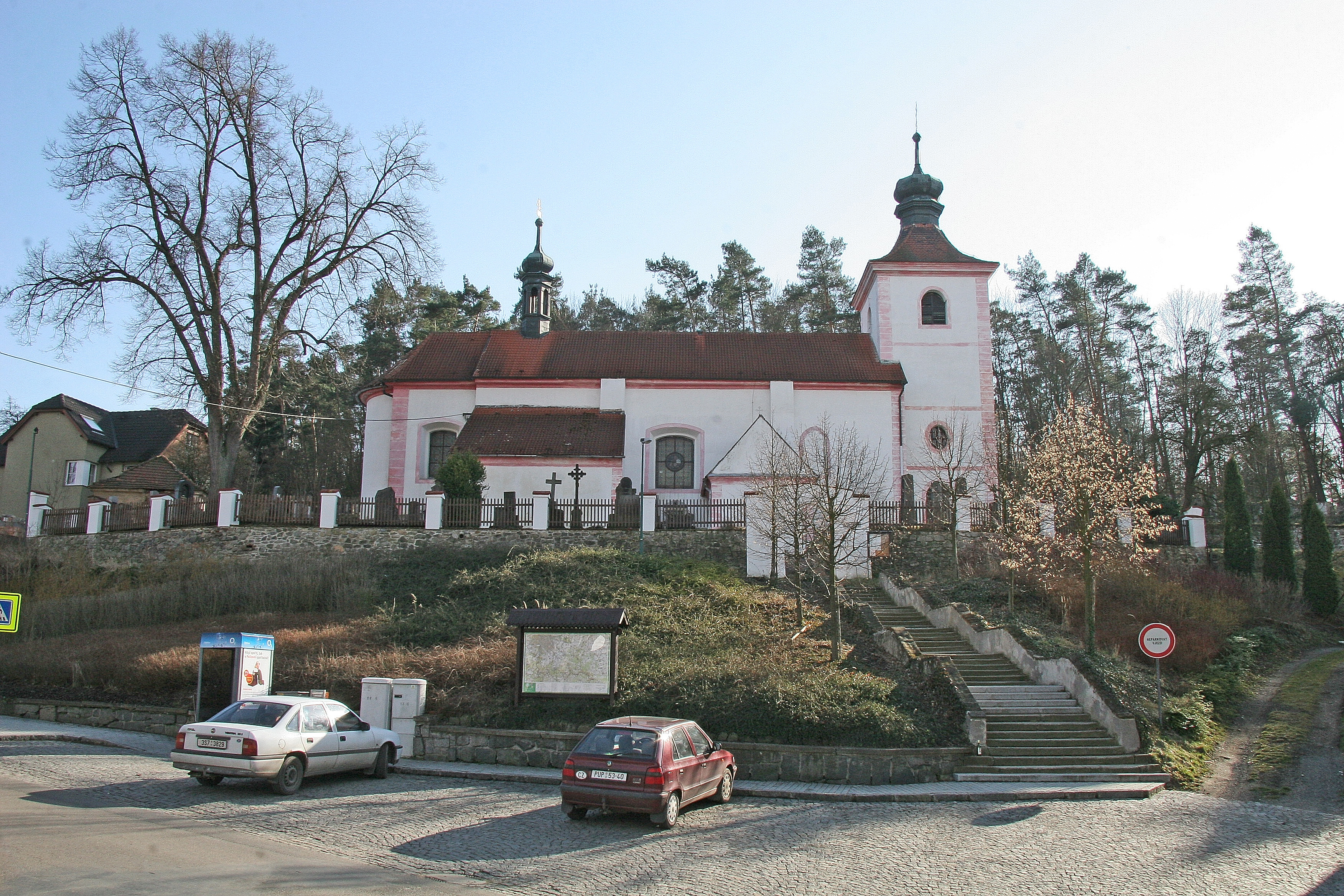
Kostel svatých Šimona a Judy
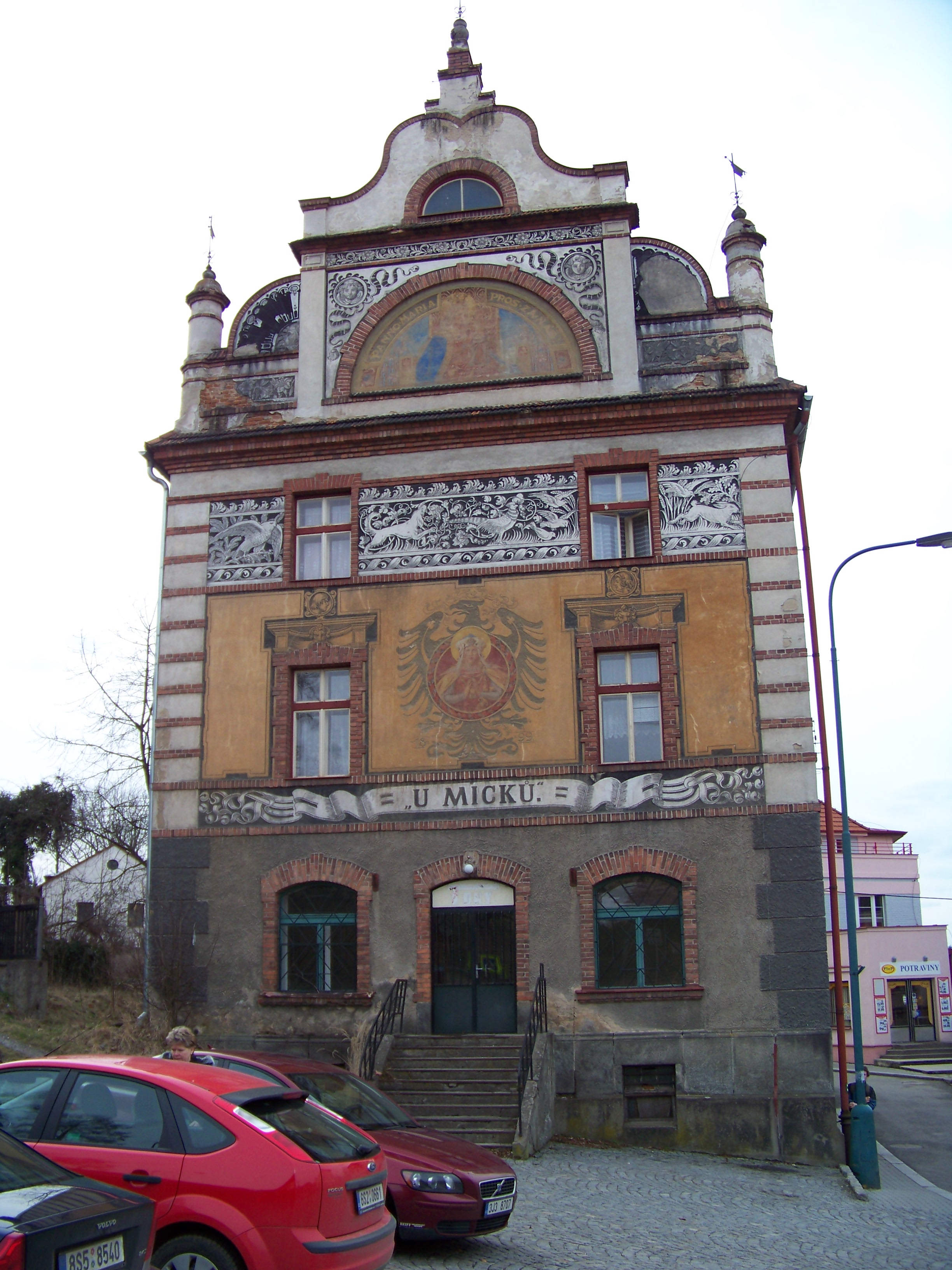
Měšťanský dům U Micků
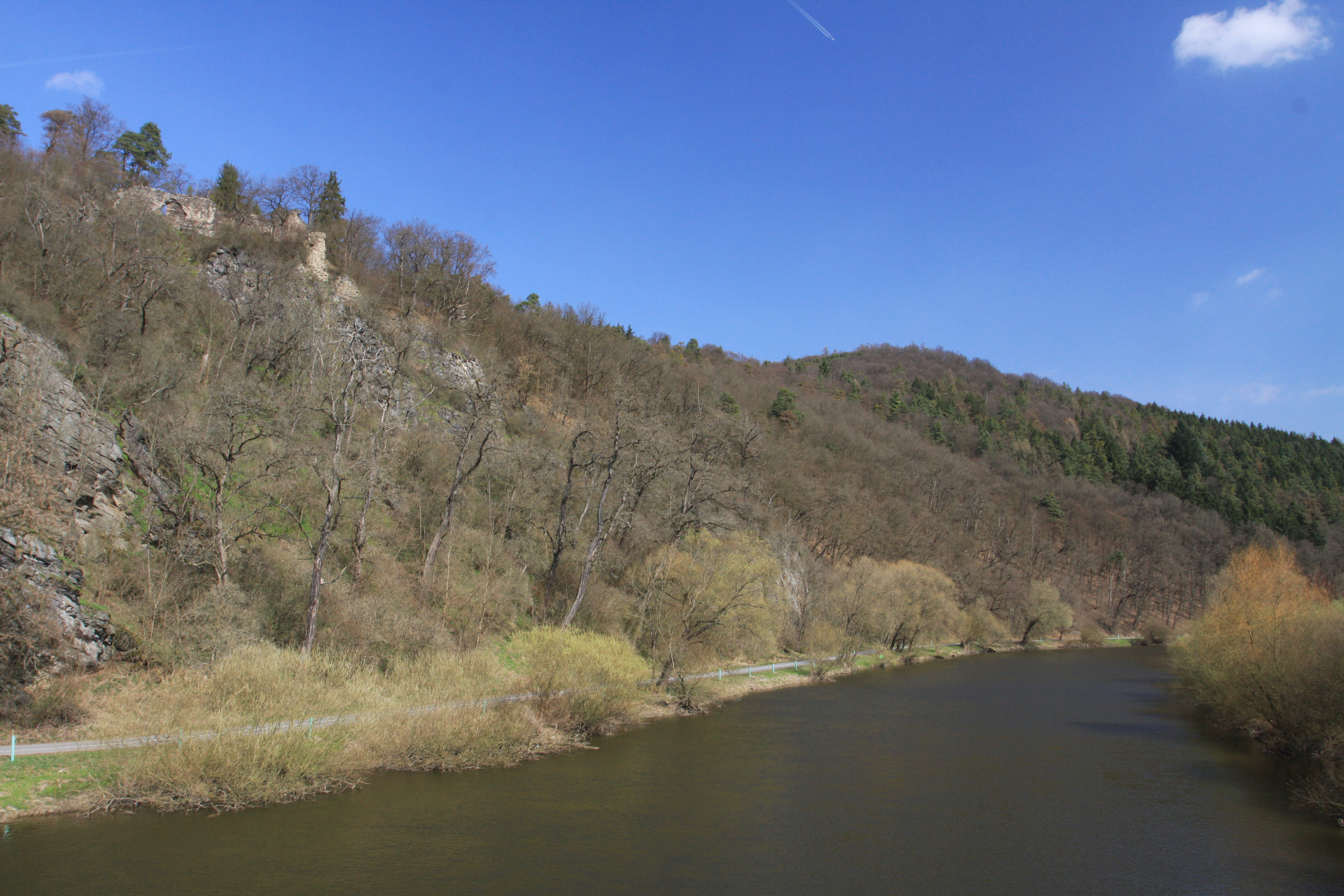
Přírodní rezervace Čížov
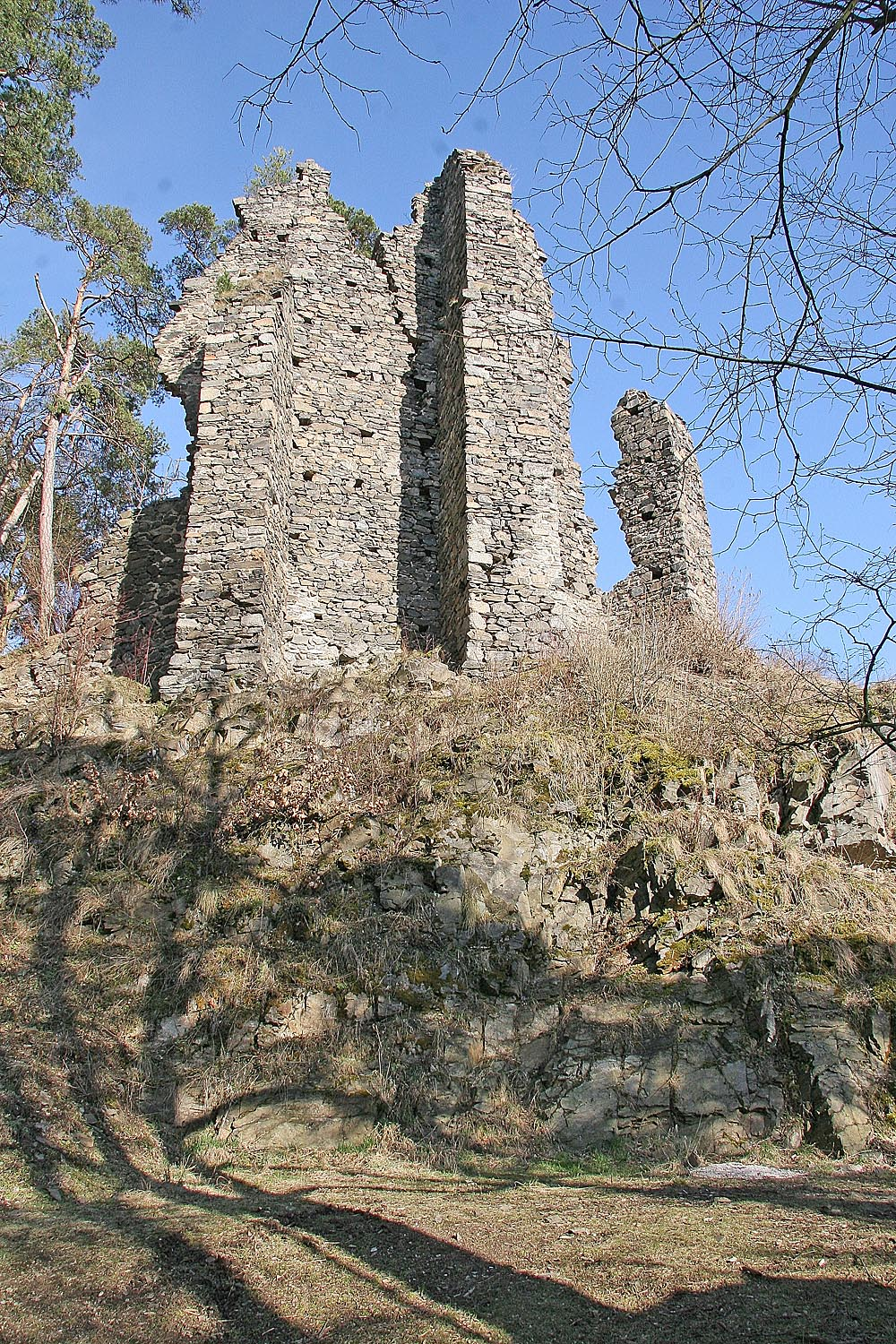
Hrad Zbořený Kostelec

## Doprava
Dopravní síť
- Pozemní komunikace – Městem procházejí silnice II/106 Štěchovice – Kamenný Přívoz – Týnec nad Sázavou – Benešov a II/107 Říčany – Velké Popovice – Kamenice – Týnec nad Sázavou.
- Železnice – Město protíná železniční trať Praha – Vrané nad Vltavou – Jílové u Prahy – Týnec nad Sázavou – Čerčany. Je to jednokolejná regionální trať, doprava byla v úseku Jílové u Prahy – Čerčany zahájena roku 1897. Na území obce leží železniční zastávka Chrást nad Sázavou, železniční stanice Týnec nad Sázavou a železniční zastávka Pecerady.

Veřejná doprava od 1. 4. 2021
- Autobusová doprava – Městem jezdily autobusové linky např. do těchto cílů:
  - Benešov (752 a 753)
  - Jílové u Prahy (752)
  - Netvořice (753)
  - Praha (339)
  - Rabyně (485)
- Železniční doprava – Po trati Praha – Vrané nad Vltavou – Jílové u Prahy – Týnec nad Sázavou – Čerčany vede linka S8 (Praha – Vrané nad Vltavou – Čerčany) v rámci pražského systému Esko. Po trati Praha – Vrané nad Vltavou – Jílové u Prahy – Týnec nad Sázavou – Čerčany v tomto úseku jezdilo v pracovních dnech 16 osobních vlaků, o sobotách 15 osobních vlaků, v nedělích 12 osobních vlaků.

## Turistika
- Cyklistika – Městem vedou cyklotrasy č. 11 Praha, Újezd – Týnec nad Sázavou – Neveklov – Sedlčany – Tábor, č. 19 Havlíčkův Brod – Zruč nad Sázavou nec – Týnec nad Sázavou – Davle a č 0063 Týnec nad Sázavou – Václavice – Kožlí – Konopiště.
- Pěší turistika – Územím města procházejí turistické trasy  Davle – Kamenný Přívoz – Zbořený Kostelec – Čerčany – Sázava,  Neštětice – Chrášťany – Týnec nad Sázavou a  Týnec nad Sázavou – Úročnice – Konopiště.

## Fotografie

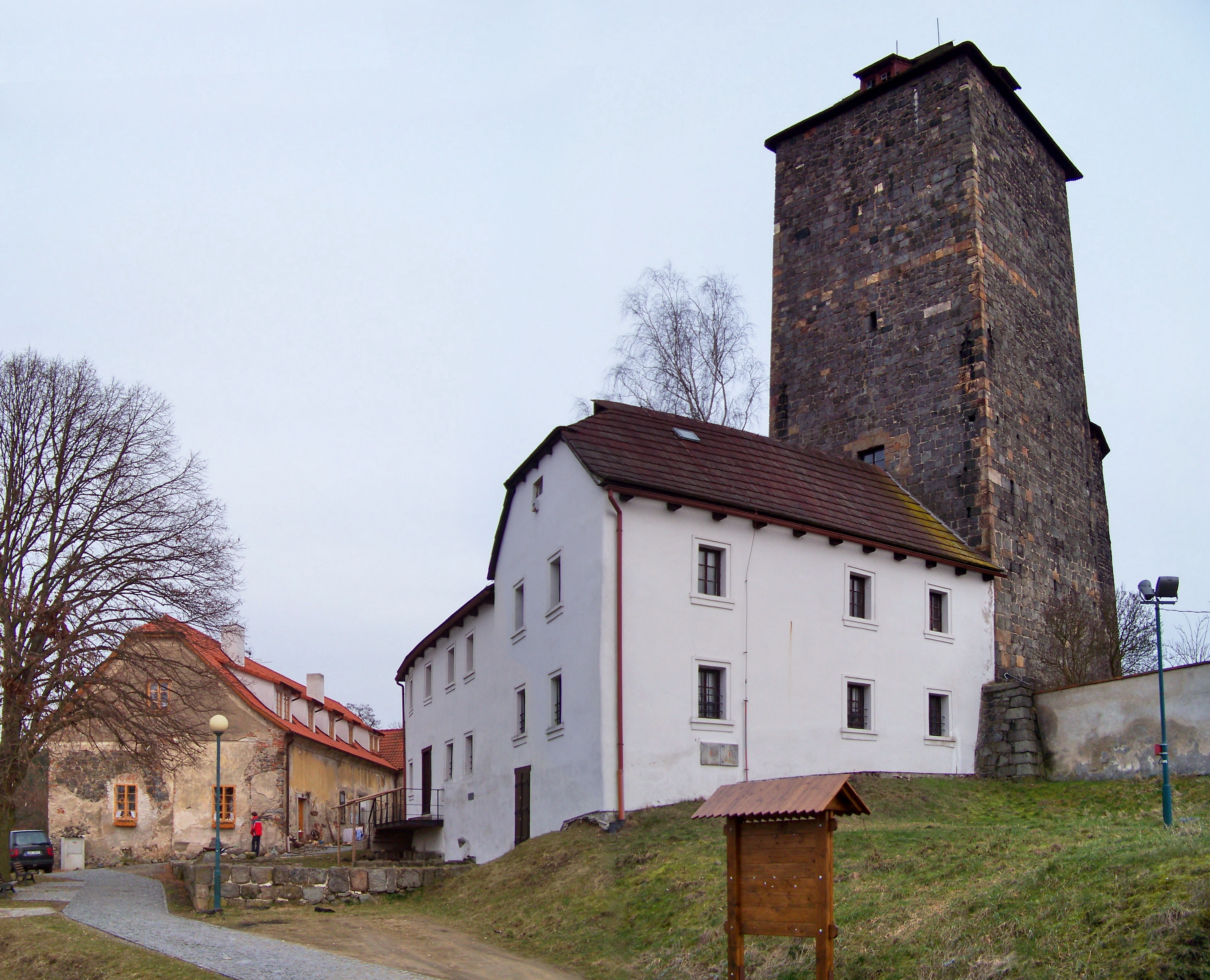
Hrad v Týnci nad Sázavou
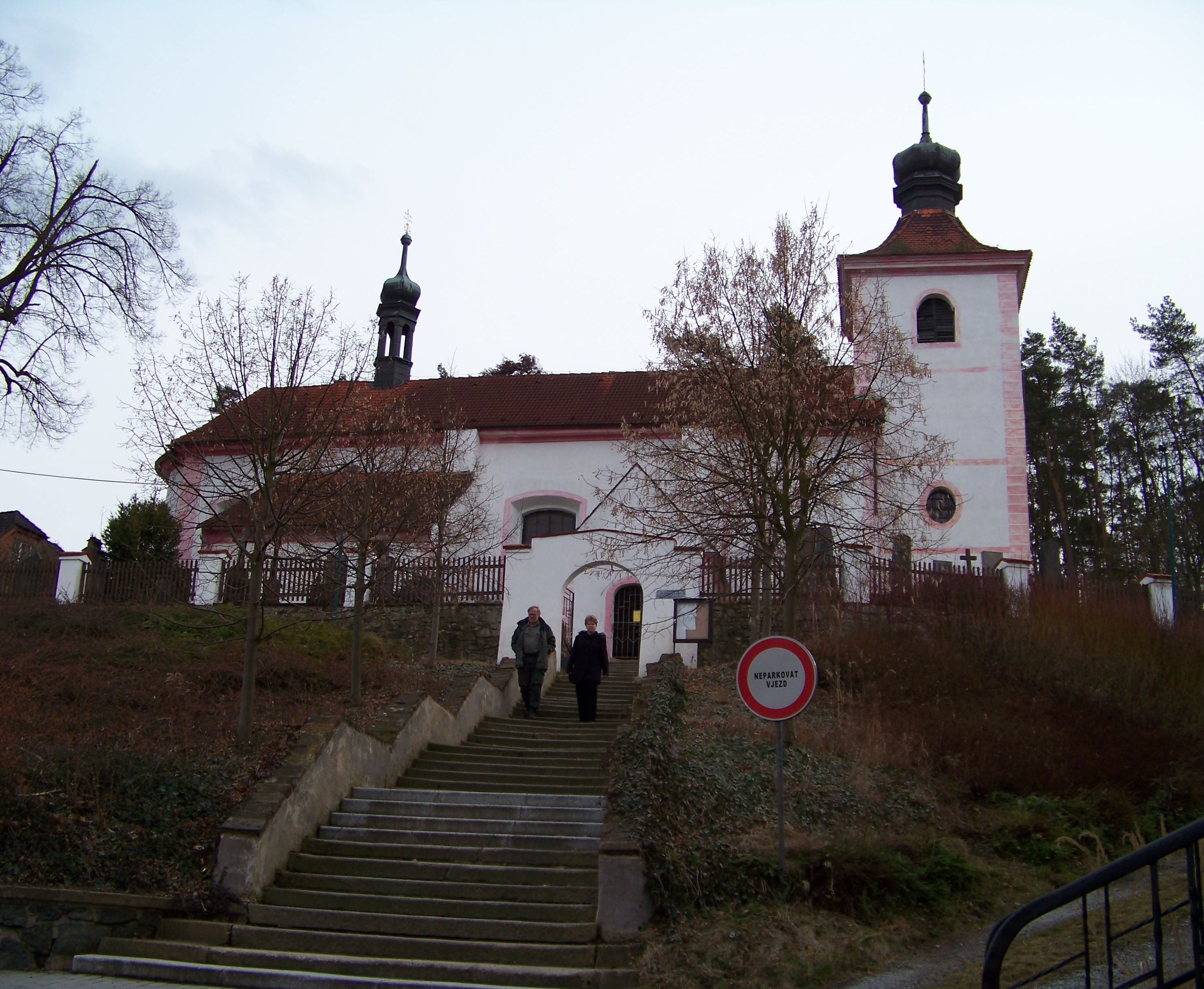
Kostel svatých Šimona a Judy
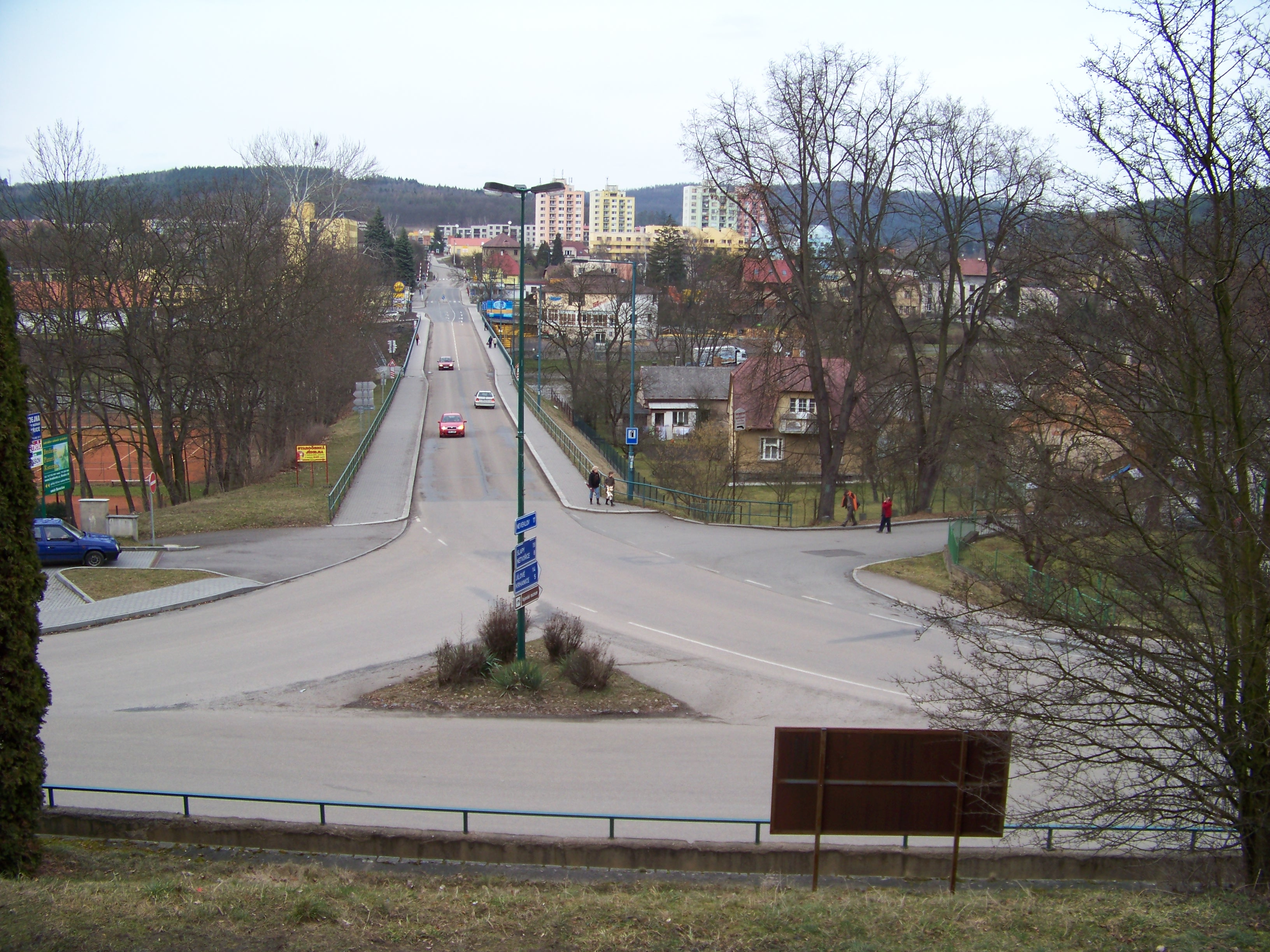
Masarykův most se sídlištěm v pozadí
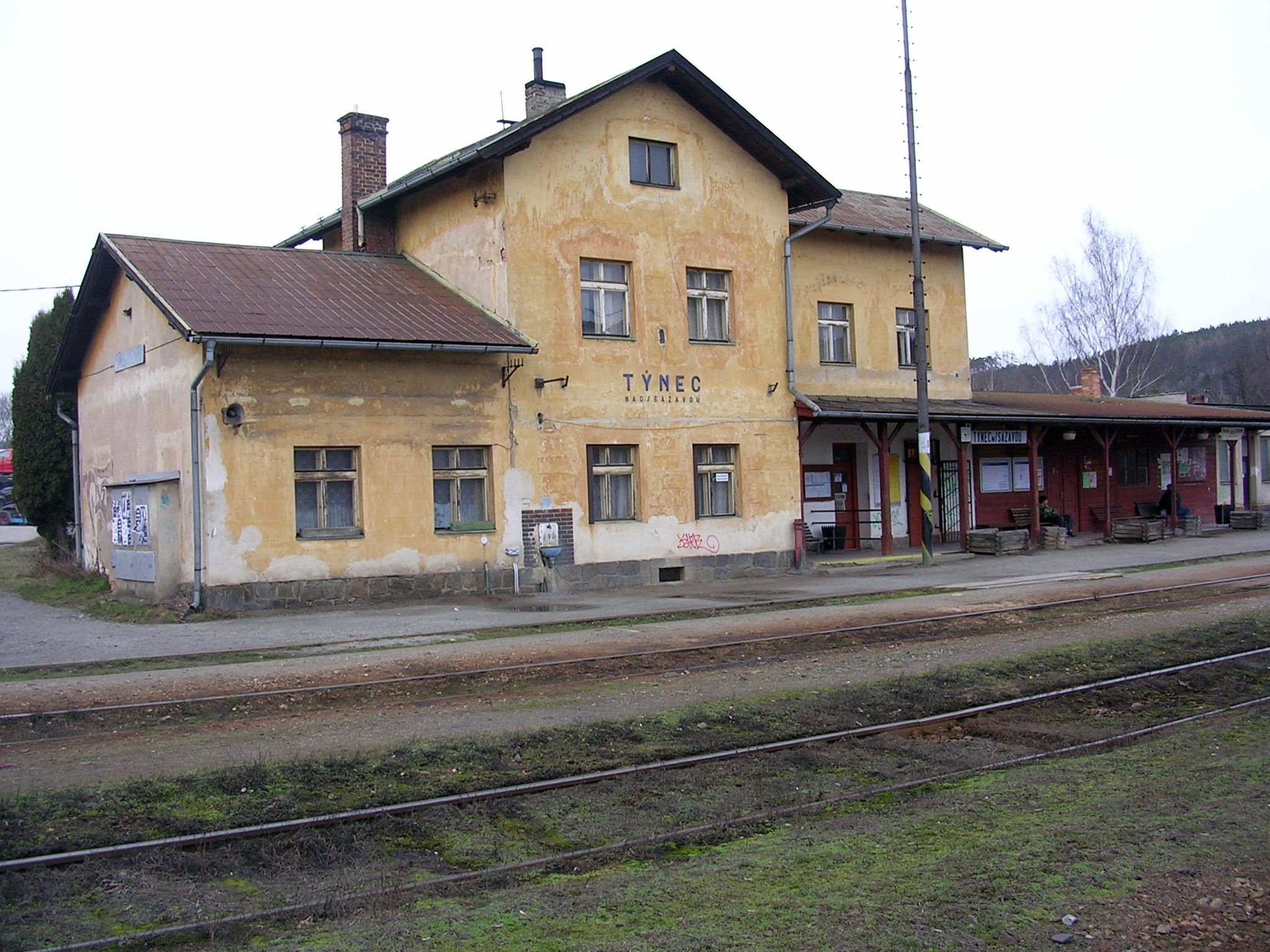
Nádraží Týnec nad Sázavou
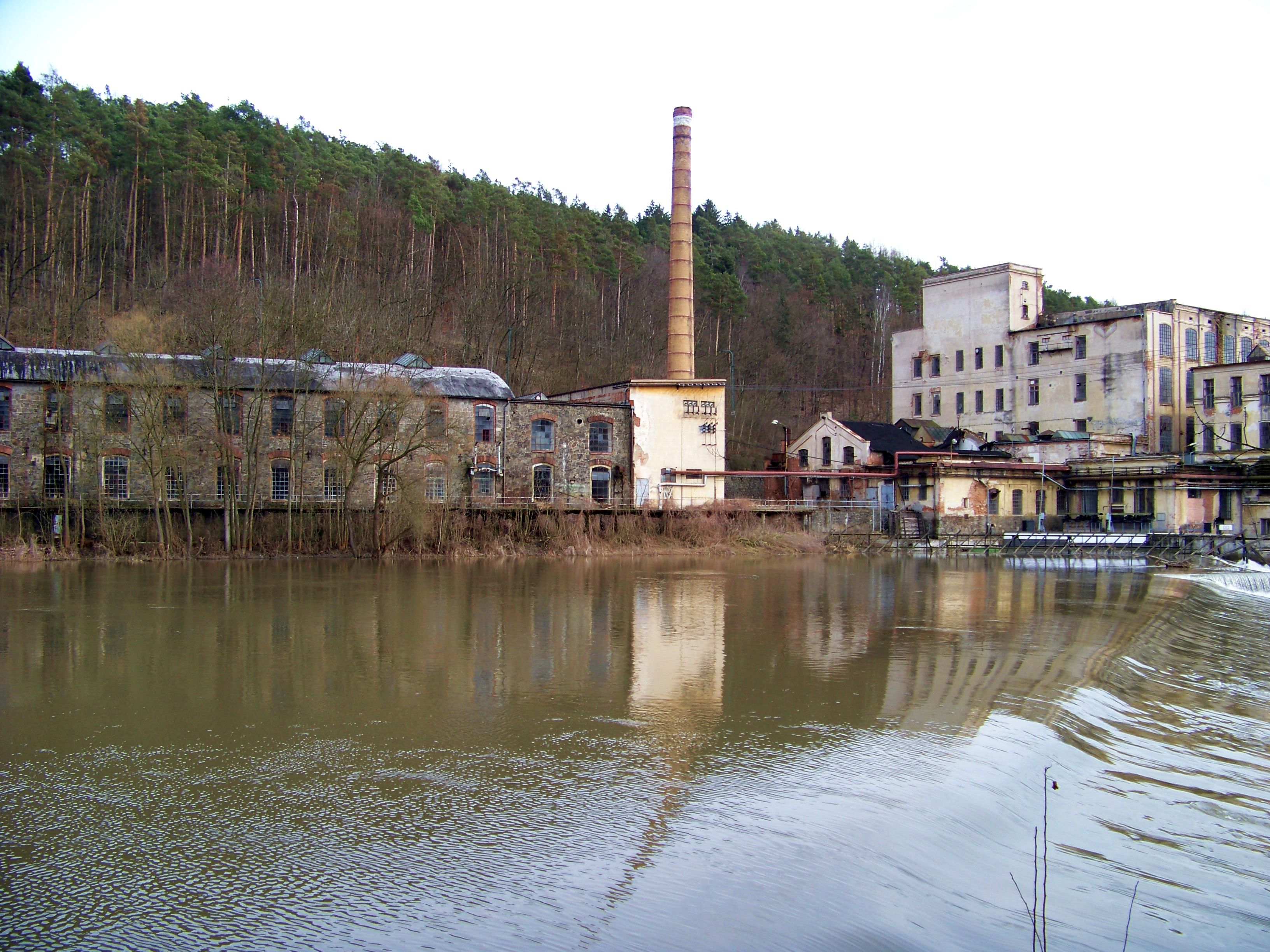
Továrna Jawa v Brodcích
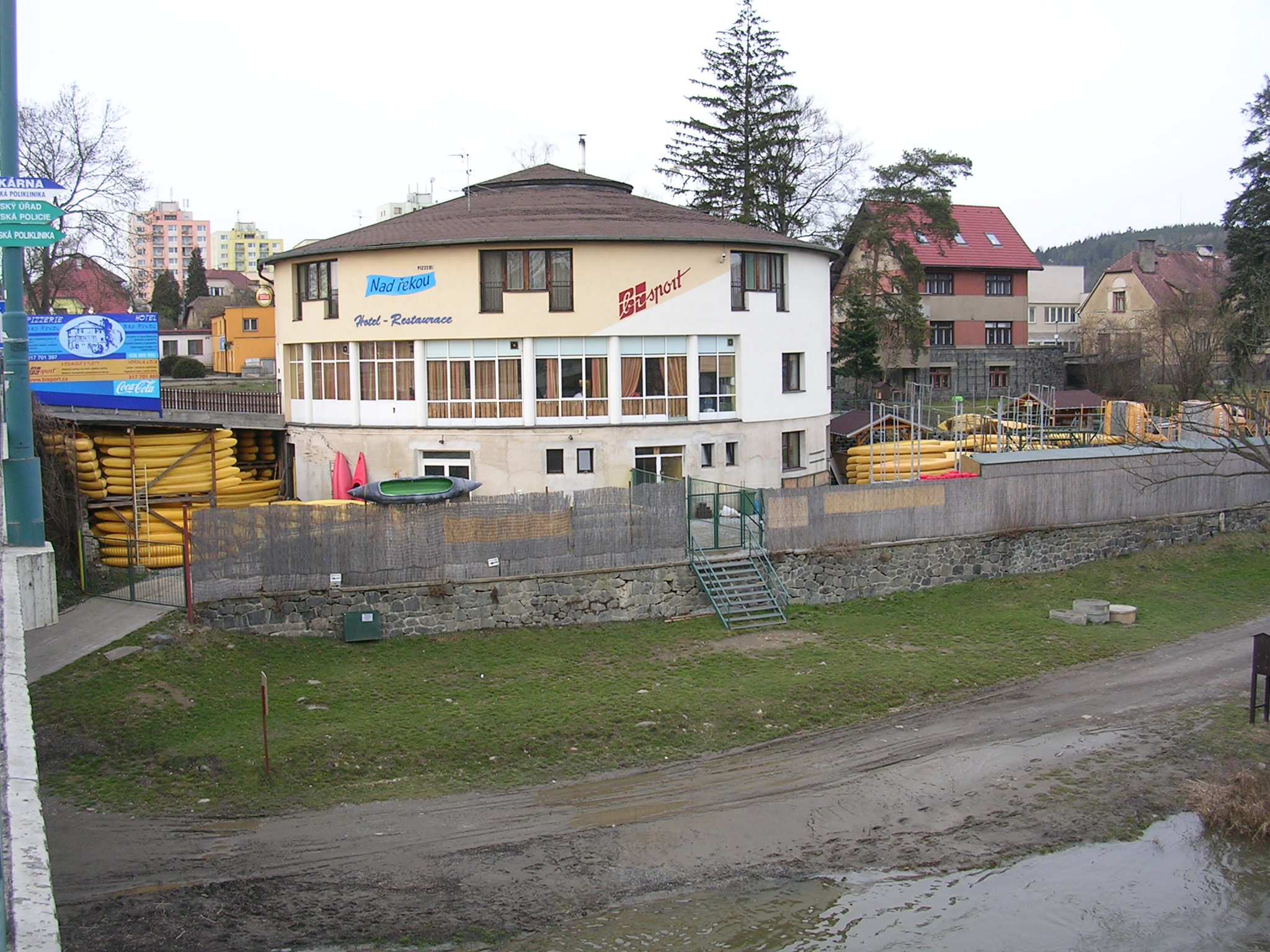
Vodácké centrum, hotel Nad řekou